# کلیسای استپانوس مقدس

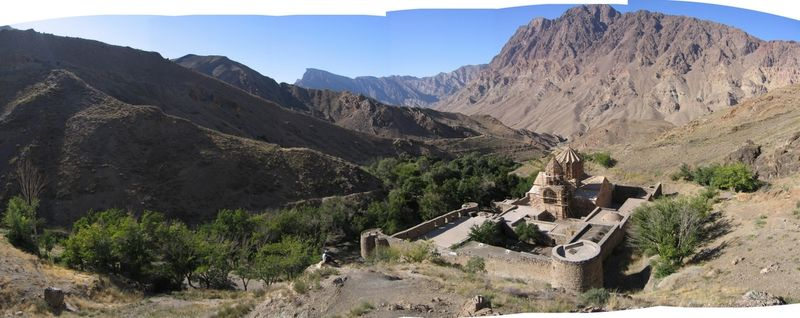
دورنمای کلیسای استپانوس مقدس در دره شام ارسکنار در استان آذربایجان شرقی در نزدیکی جلفا

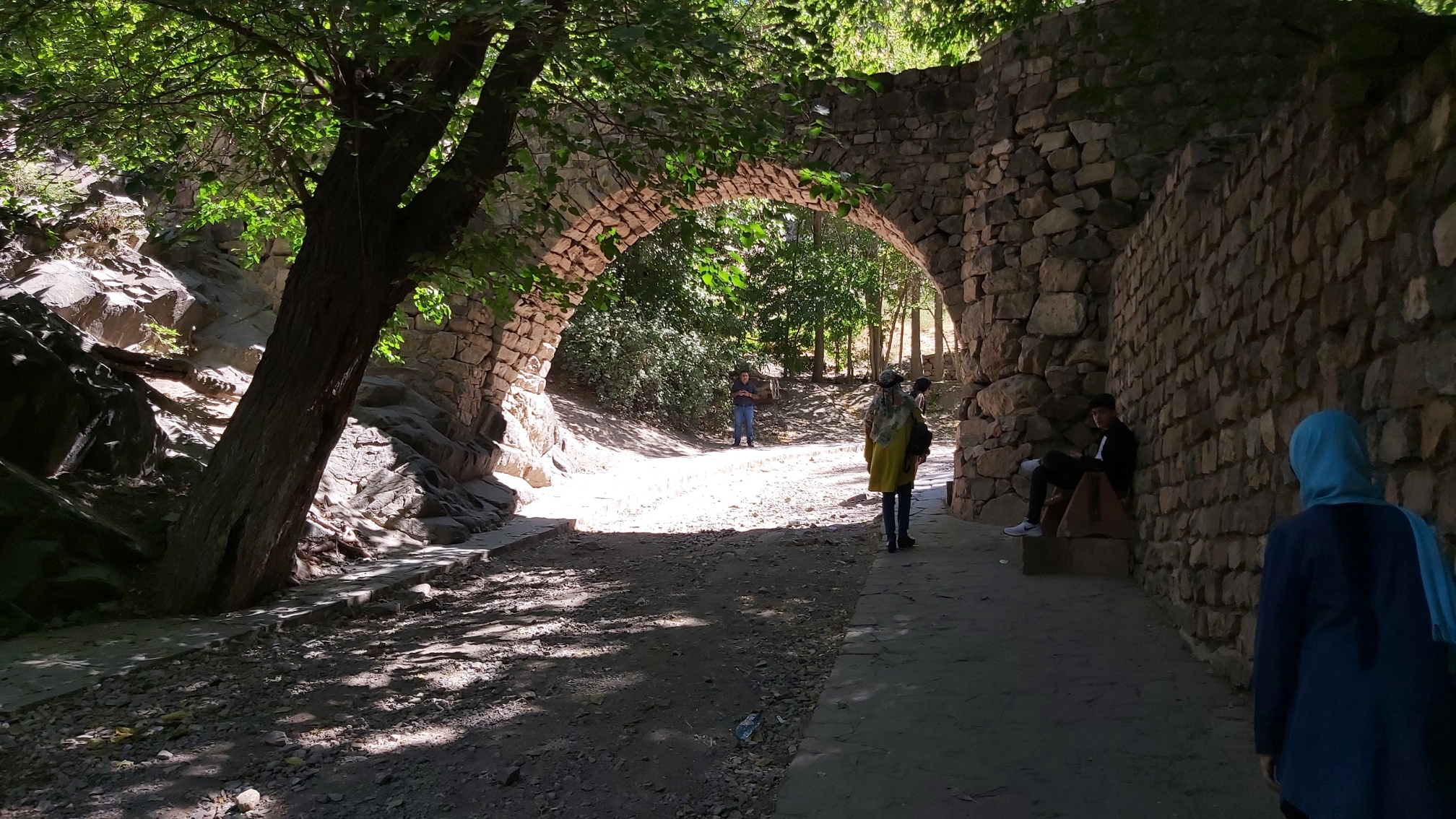
جاده ورودی کلیسا

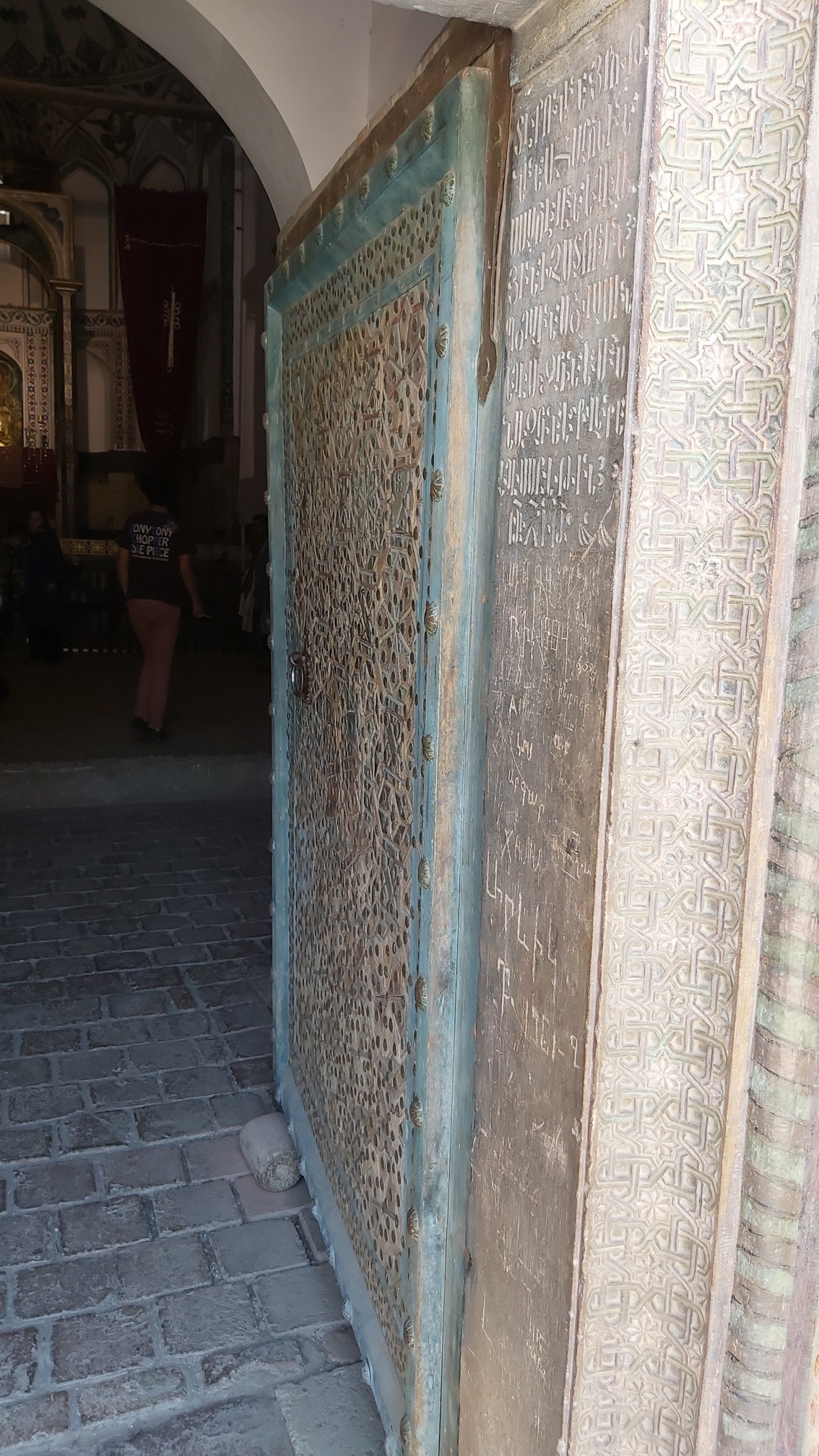
درب تاریخی کلیسا

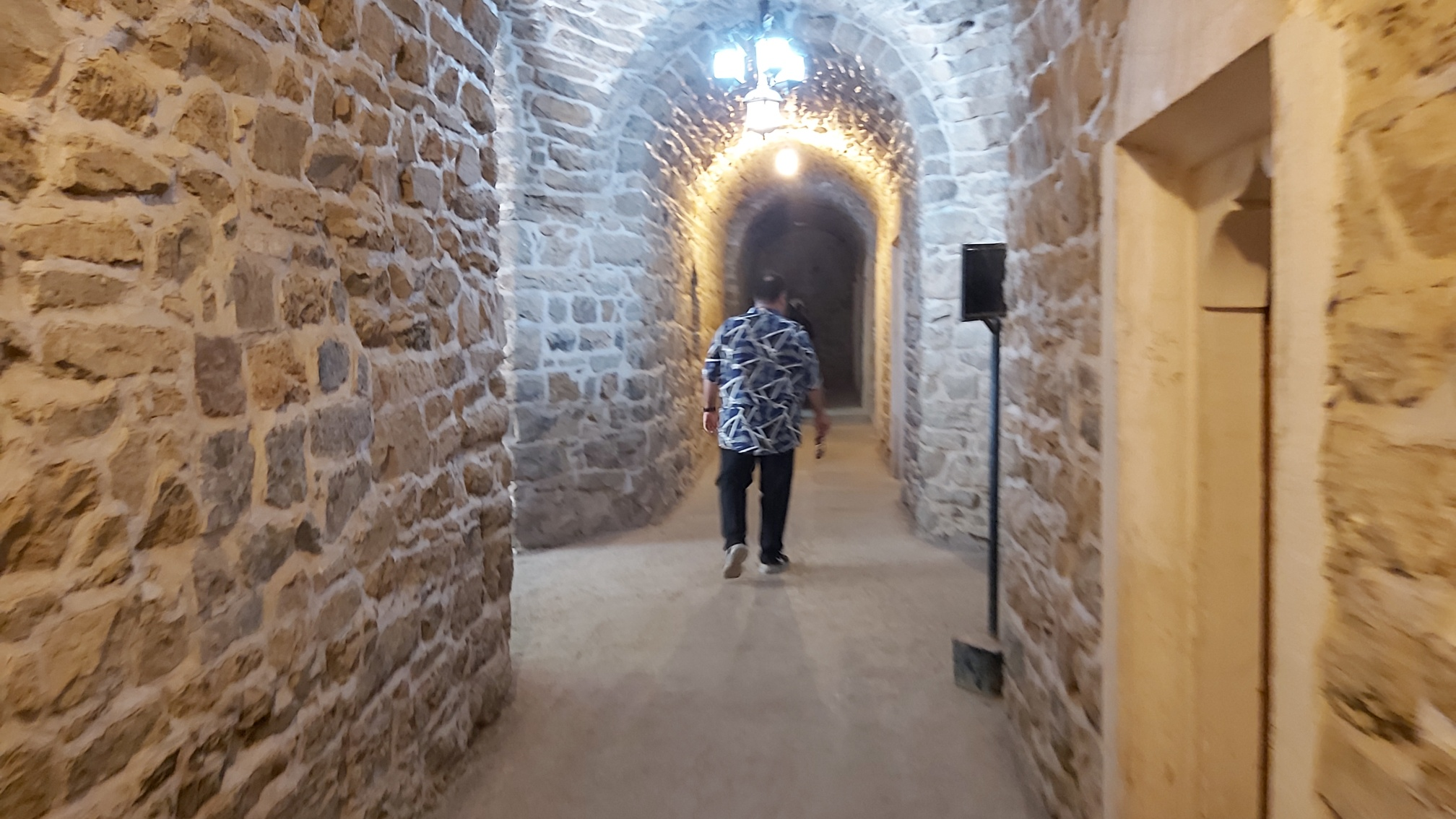
اتلقهای راهبان کلیسا

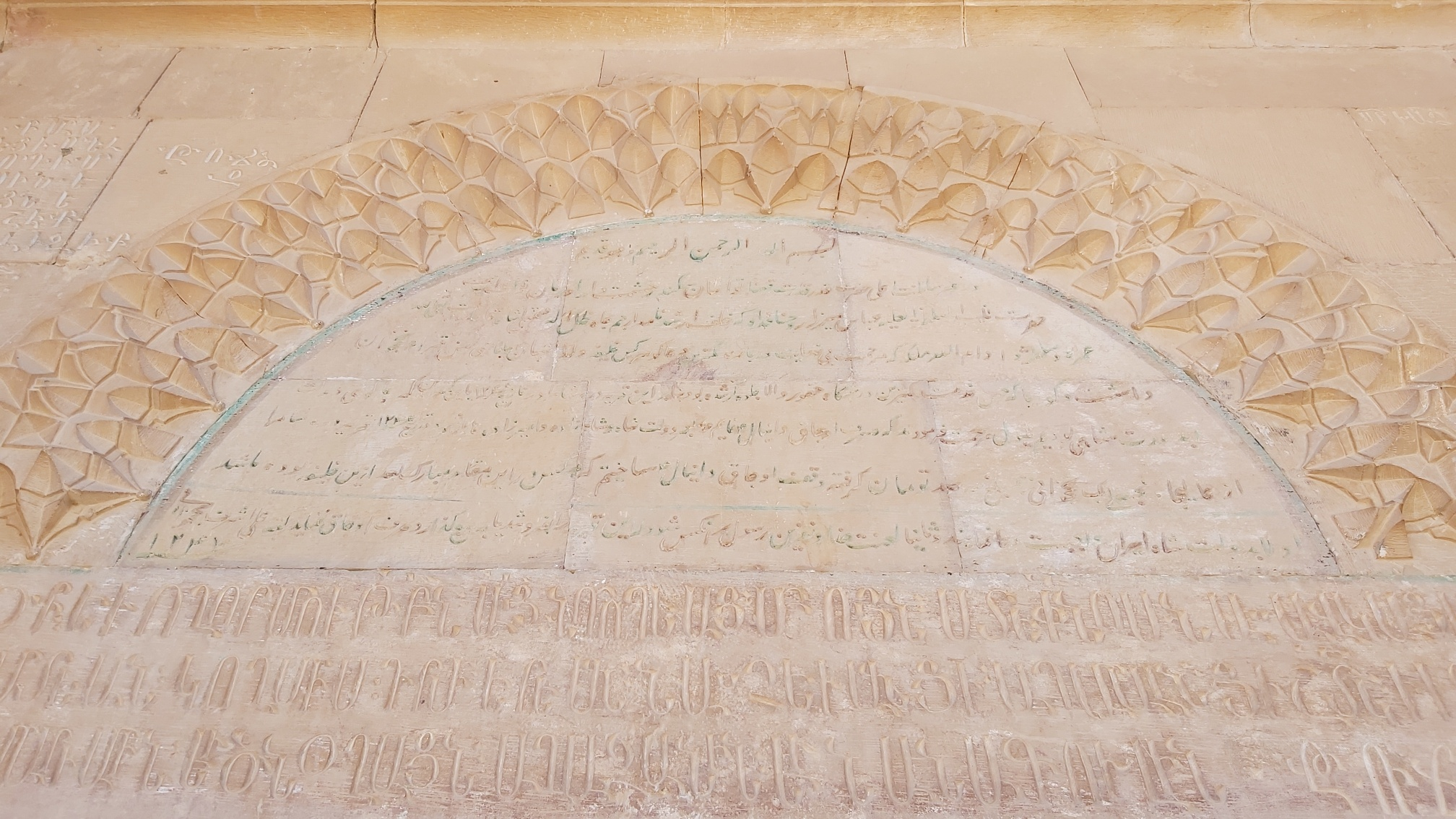
کتیبه عباس میرزا بر سردر ورودی کلیسا

کلیسای استپانوس مقدس (به ارمنی Սուրբ Ստեփանոս վանք - به انگلیسی Saint Stepanos Monastery)، دومین کلیسای مهم ارمنی‌های ایران است که از نظر اهمیت بعد از کلیسای تادئوس مقدس قرار می‌گیرد. این بنا در استان آذربایجان شرقی در ۱۷ کیلومتری غرب شهر جلفا و در فاصله ۳ کیلومتری کرانه جنوبی رودخانه ارس در محلی به نام «قزل وانک» (صومعه طلایی) واقع شده‌است. این کلیسا در سده نهم میلادی ساخته شده‌است ولی به علت زلزله دچار آسیب‌های جدی شده بود که در دوران صفویه مورد مرمت و بازسازی قرار گرفت. این اثر در تاریخ ۱۵ اسفند ۱۳۴۱ با شمارهٔ ثبت ۴۲۹ به‌عنوان یکی از آثار ملی ایران به ثبت رسیده‌است.
کلیه محوطه کلیسا در قلب کوه‌ها و در میان طبیعت سبز منطقه مرزی جلفا و جمهوری آذربایجان قرار گرفته‌است.
کلیسای استپانوس مقدس مورد احترام تمام مسیحیان و کم و بیش تمامی ادیان است اما در واقع به کلیسای حواری ارمنی تعلق دارد. در یک روز از سال هزاران نفر از ارمنیان در این نقطه گردهم می‌آیند تا ضمن زیارت، مراسم و مناسک خاص خود را به‌جای آورند.

## نام بنا

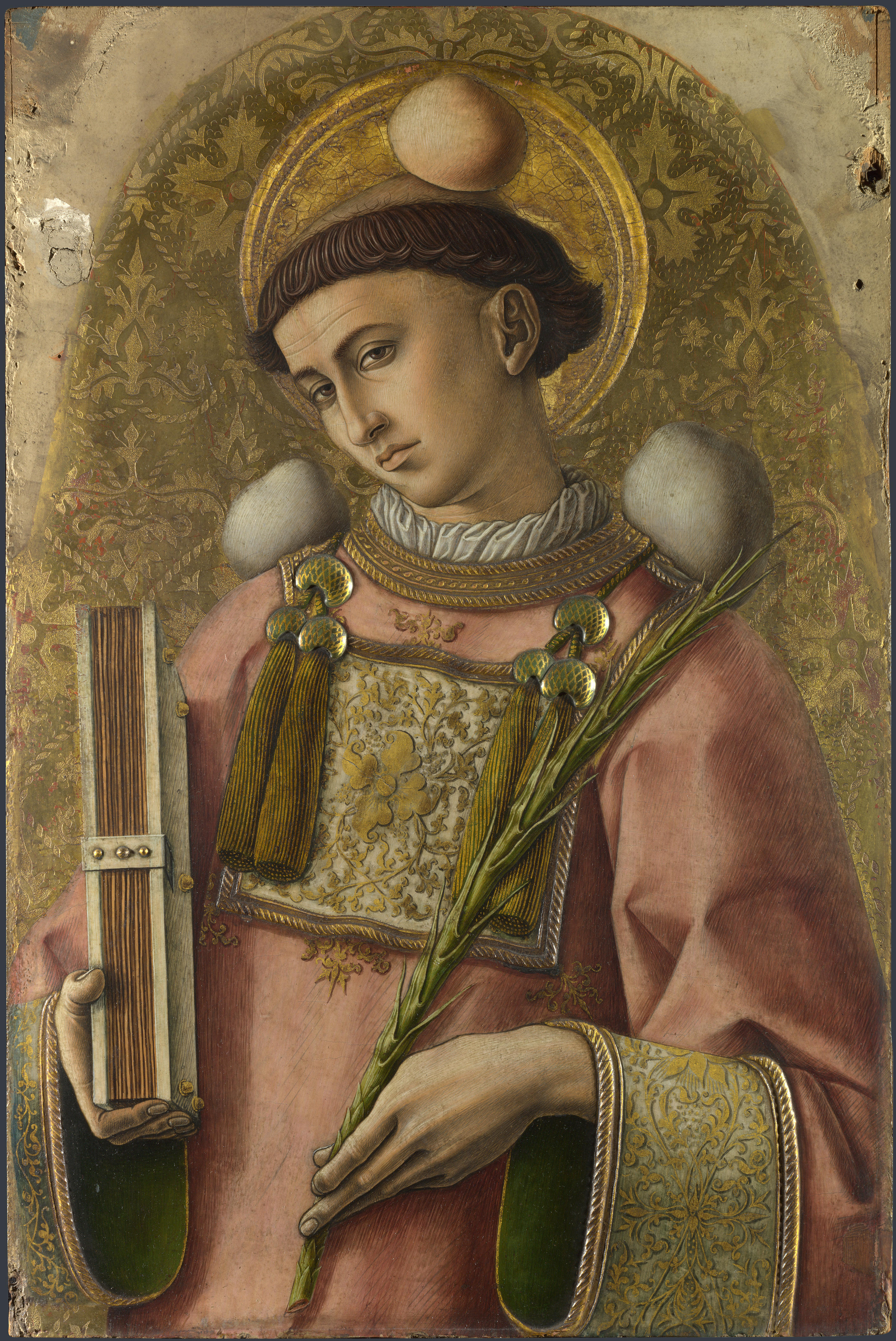
شمایل سنت استپانوس یا سنت استفان اولین کسی که در راه مسیحیت جان سپرد.

سنت استپانوس برگرفته شده از نام استپانوس (یا همان استفان در زبان ارمنی) شهید اول راه مسیحیت است و در اغلب کشورهای جهان کلیساهای متعددی با همین نام وجود دارد. همچنین به دلیل متروکه بودن محل، به خارابا کلیسا نیز شهرت دارد.
سنت استپانوس یا سنت استفان اولین شهید راه مسیحیت است که در ۲۶ دسامبر سال ۳۶ میلادی در اورشلیم توسط یهودیان سنگسار شد.

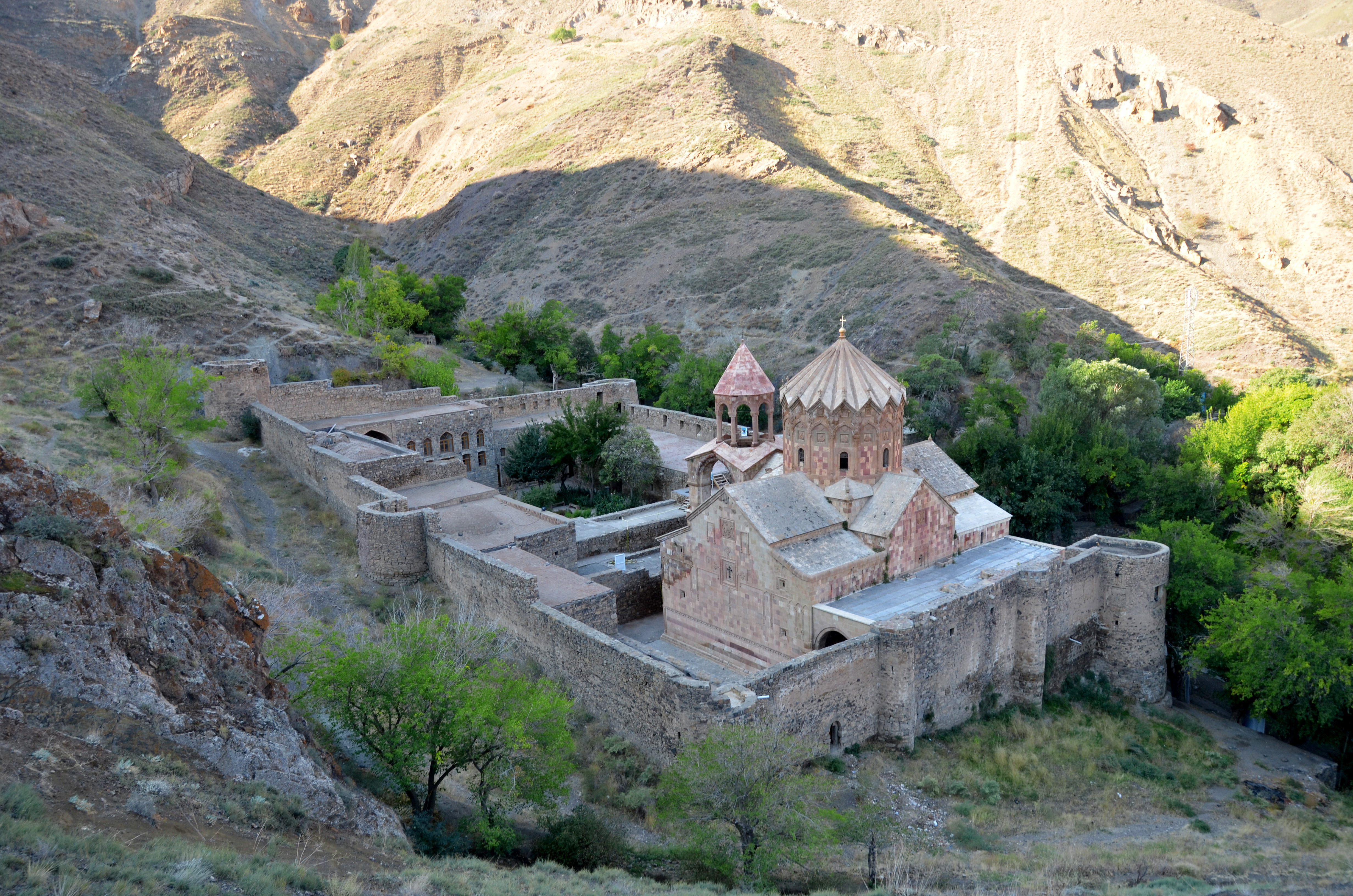
کلیسای سنت استپانوس

## تاریخچه و سبک معماری
دربارهٔ تاریخ بنای کلیسا، اظهارات گوناگونی ابراز شده‌است. عده‌ای آن را از بناهای اوائل مسیحیت، می‌دانند برخی چون تاورنیه بنای آن را به دوره صفویه نسبت می‌دهند. در حالی که شیوه معماری بنا، مصالح ساختمانی و تزئینات مفصل و زیبای آن مؤید این مطلب است که کلیسا همانند و هم‌زمان با کلیساهایی چون قره کلیسا در بین قرن چهارم تا ششم هجری (دهم تا دوازدهم میلادی) ساخته شده‌است و سبک معماری آن تلفیقی از شیوه‌های مختلف معماری اورارتو، اشکانی و رومی است که بعد از به وجود آمدن بناهای شگرف سنت کلیسای جامع اچمیادزین، قره کلیسا و کلیسای صلیب مقدس و سنت استپانوس به شیوه معماری ارمنی شهرت یافت.

## مشخصات بنا
این کلیسا در محوطه‌ای محصور از درختان و دره سرسبزی واقع شده و حصار سنگی که بنا را احاطه نموده بارویی است بلند با هفت برج نگهبانی و پنج پشت استوانه‌ای سنگی مانند دژهای مستحکم دوره ساسانی و قرون اولیه اسلام. دروازه این بارو در وسط دیوار غربی تعبیه شده و دارای دری چوبی و آهن کوبی شده‌است. در پایه‌های طرفین و طاق جناغی آن سنگ‌تراش با حجاری‌های ظریف به‌کار رفته و نقش برجسته‌ای از مریم و کودکی عیسی در پیشانی طاق نمای آن به چشم می‌خورد. بر روی دیوارهای خارجی کلیسا، نقش برجسته‌های زیبایی قرار دارد که از جمله آن‌ها می‌توان سنگسار شدن استپانوس مقدس در ضلع شرقی، مصلوب شدن مسیح در ضلع غربی و عروج مسیح را نام برد. این کلیسا دارای سه ساختمان اصلی و مشخص و همچنین قسمت‌های فرعی مختلفی است. سه قسمت اصلی عبارتند ار: نمازخانه اصلی، اجاق دانیال، برج ناقوس.

## نمازخانه اصلی
نمازخانه در زمینی به ابعاد ۱۶ در ۲۱ متر بنا شده‌است. در ورودی منبت‌کاری با تزئینات بسیار زیبای آن در وسط ضلع غربی تعبیه شده و از آثار نفیس اوایل دوره قاجاریه و احتمالاً زمان عباس میرزا السلطنه فرزند فتحعلی‌شاه به شماره می‌آید. حجاری پایه‌ها و طاق‌نماها و نیم ستون‌ها و زنجیره‌های جوانب و مقرنس‌کاریها و تزئینات طاق سردر به قدری بدیع است که بی شک از شاهکارهای هنر حجاری محسوب می‌شود.

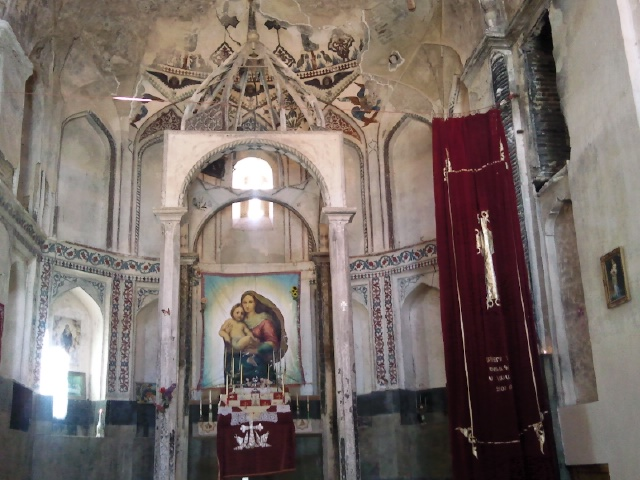
نمای داخلی.

نقش‌برجسته‌هایی از حواریون و قدیسین و فرشتگان بر پیشانی طاق‌نماهای اضلاع شانزده‌گانه گریوگنبد که در حقیقت پاتاق گنبد زیبای نمازخانه کلیسا محسوب می‌شود مشاهده می‌گردد، پوشش این گنبد به صورت هرمی با سبک خیاری سی و دو پهلویی است که بر روی یک پلان ستاره شکل شانزده پر قرار دارد. داخل طاق‌نماهای گریوگنبد یک در میان پنجره‌ای تعبیه شده که طاق هلالی تو در توئی دارد و بالاتر از پنجره، تصویر برجسته یکی از حواریون در داخل قابی چهار گوش نمای بیرونی آن را زینت می‌دهد.
کتیبه‌ای از سنگ ماسه‌ای سرخ رنگ به خط نستعلیق بر بالای در ورودی و زیر طاق مدخل کلیسا به چشم می‌خورد که مورخ به سال ۱۲۴۵ هجری قمری مبنی بر خرید قریه دره شام جلفا توسط عباس میرزا ناب السلطنه فرزند فتحعلیشاه از مجبعلی بیگ نخجوانی به مبلغ سیصد تومان و وقف آن به کلیسای سنت استپانوس است.
متن کتیبه:

بسم الله الرّحمن الرّحیم و هو قدیم.
در عصر سلطنت اعلی قدر قدرت، قضا توامان، سکندر حشمت، دارا دربان، نواب اشرف، نایب السلطنة العلیه، عباس میرزا، ارواحنا فداه که خلف ارشد نامدار جمجاه، ظل الله، فتحعلیشاه قاجار است ابقی الله عمره و سلطنة و ادام الله ملکه که مرحمت بی‌نهایت دربارهٔ کمترین دعاگو سرکیس ولد استپان خلیفه جلفای من قراء نخجوان داشت، و گویا که حسن خدمت کمترین در پیشگاه حضور والا جلوه‌گر شده بود، بنابراین قریه دره شام را در تاریخ سنه ۱۲۴۶ به این کمترین که دعاگوی دولت ابد مدت شاهی بودم تیول مرحمت فرمودند که صرف اوجاق دانیال (ع نمایم و دعاگوی عمر و دولت شاه و شاهزاده و امیرزاده‌ها باشم. در تاریخ سنه ۱۲۴۶ قریه دره شام را از عالیجاه محبعلی بیگ نخجوانی به مبلغ سه صد تومان گرفته، وقف اوجاق دانیال (ع ساختیم، که هر کس در این مقام مبارک بعد از این خلیفه بوده باشد اولاً به دولت شاه ایران واجب است دعا نماید. ثانیاً لعنت خدا و نفرین رسول بر آن کس شود که این قریه را بفروشد یا به بیع گذارد و صرف اوجاق ننماید.
کتیبه علی اشرف نخجوانی سده ۱۲۴۷

فضای داخل کلیسا به صورت صلیب (باسلیکا) می‌باشد که از سه قسمت ایوان نمازخانه و محراب تشکیل شده‌است. ایوان بر روی دو ستون و دو نیم ستون قرار گرفته در پشت آن و زیر گنبد اصلی نمازخانه کلیسا واقع شده‌است. گوشه‌های مقرنس پاتاق گنبد دارای تصاویری رنگی است که شیوه نقاش‌های مذهبی قرن ۱۶ و ۱۷ میلادی را به یاد می‌آورد.
محراب در جانب شرقی نمازخانه قرار گرفته که ۹۶ سانتیمتر از کف نمازگاه بلندتر است. ازاره محراب از سنگ مرمر است و بالای این ازاره‌ها را هفت طاق‌نما جناعی دو طبقه زینت می‌دهد. از جمله تزئینات شگرف درون معبد سه نمازگاه سنگی انفرادی با حجاری‌های زیباست یکی از این نمازگاه‌ها را در وسط محراب قرار داده‌اند و دو تای دیگر در طرفین شمالی و جنوبی و نمازخانه بزرگ و در محاذات همدیگر قرار گرفته‌اند. این نمازگاه‌ها از آثار دوره قاجار به حساب می‌آیند.

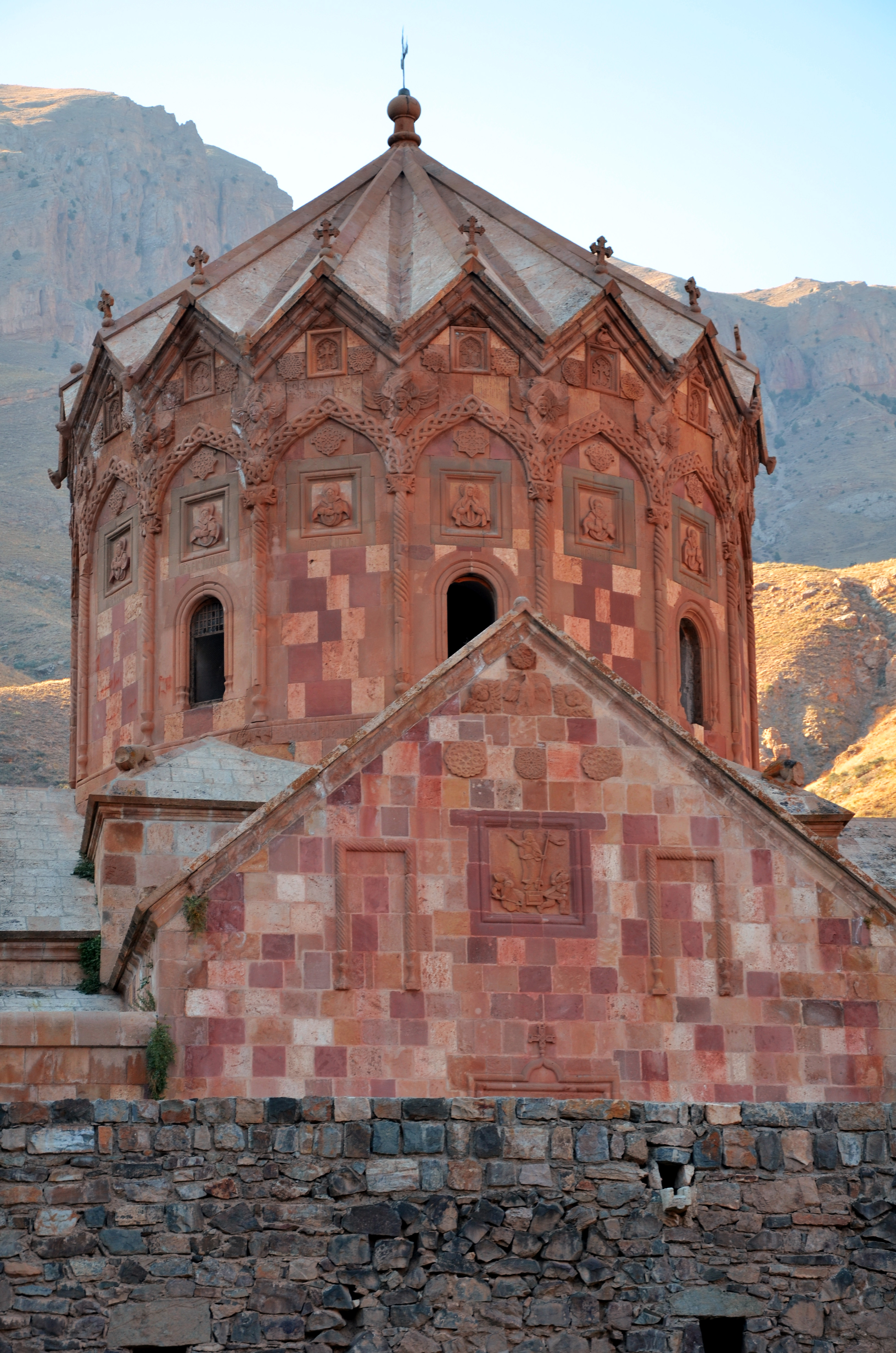

## برج ناقوس

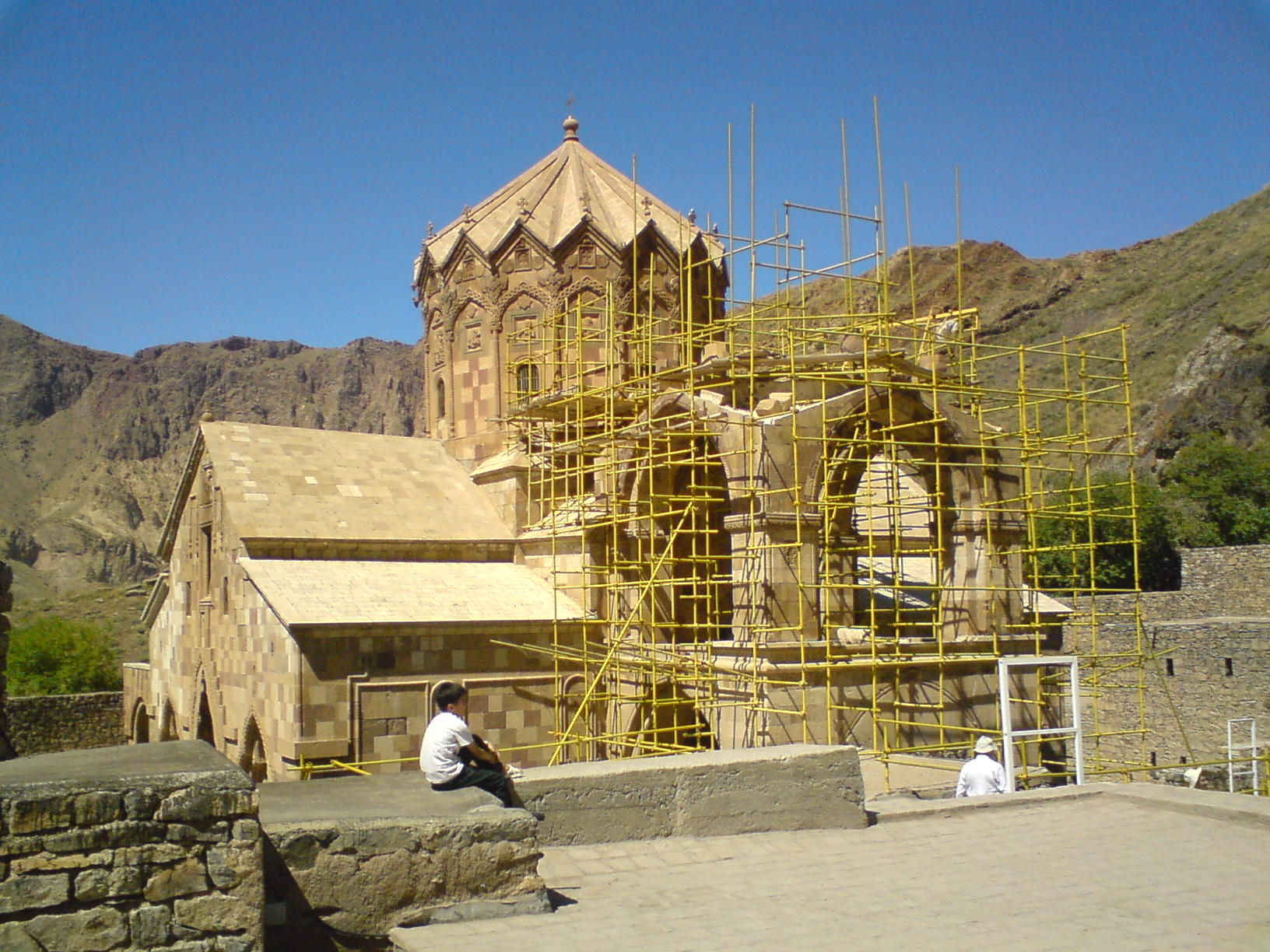
نمایی از کلیسای سن استپانوس

بر روی ایوان دو طبقه‌ای متصل به دیوار جنوبی کلیسا قرار گرفته و دارای گنبدی هرمی شکل هشت ضلعی است که بر روی هشت ستون استوانه‌ای از سنگ سرخ با سرستونهای زیبا استوار گردیده‌است.

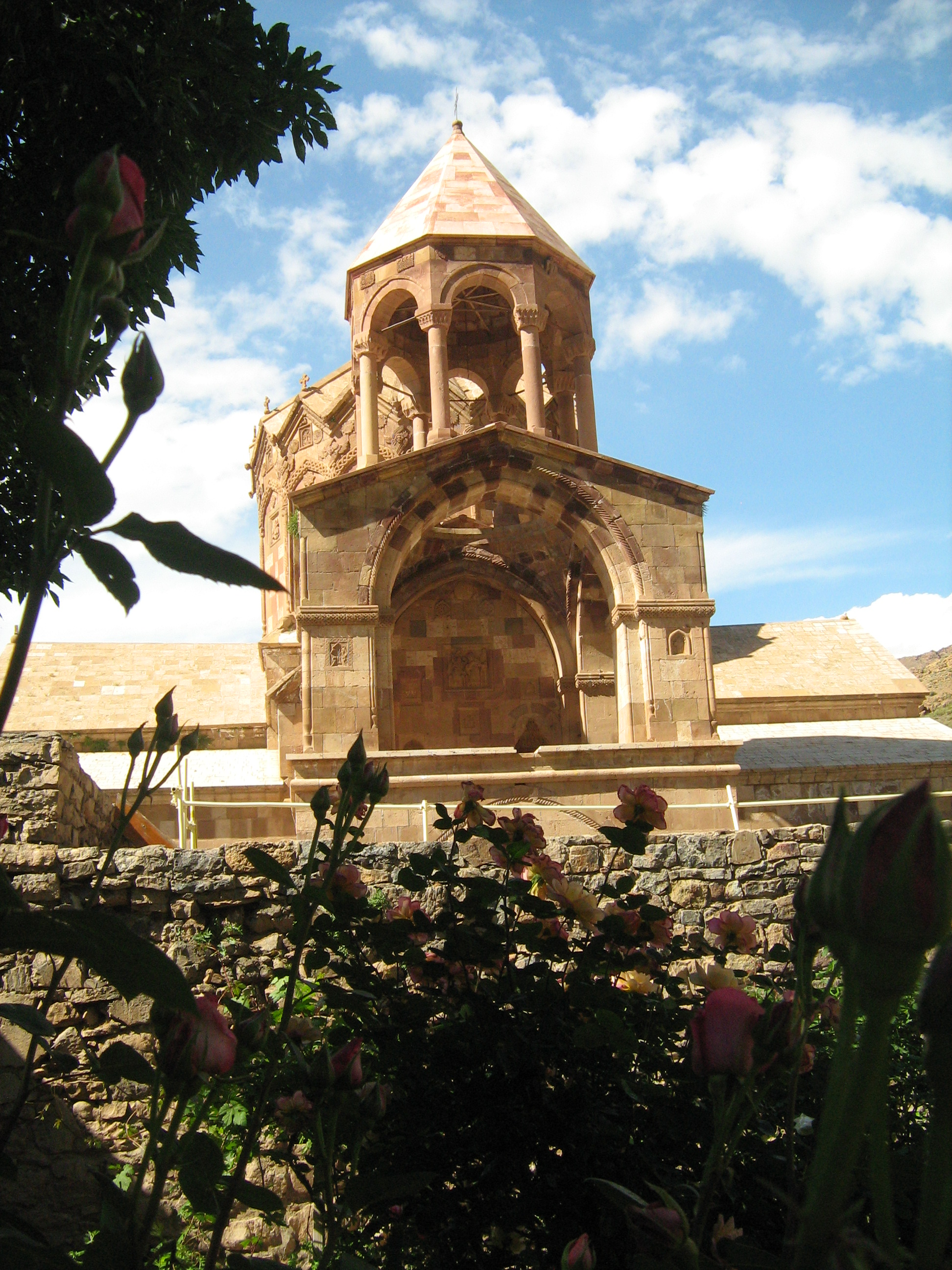
کلیسای استفانوس مقدس، گل و سبزه و برج ناقوس

این برج در زمان عباس میرزا نایب السلطنه مرمت شده‌است
پیشانی طاق‌های بین این ستون‌ها که پا طاق گنبد برج محسوب می‌شوند، با نقوش برجسته فرشته، صلیب، ترنج، ستاره و گل هشت پر زینت یافته و در سطح ایوان برج، قبوری از بزرگان آیین دین مسیح به چشم می‌خورد و در دیوار ضلع شمالی این برج که بخشی از دیوار جنوبی کلیسا نیز به‌شمار می‌آید، تصاویر بر جسته‌ای از مریم مقدس و عیسای مسیح مشاهده می‌شود.
در صحن این برج، تعدادی قبر به چشم می‌خورد که گفته می‌شود متعلق به افراد سرشناس و بزرگ مسیحی است. همچنین گویا ناقوس برج توسط ایتالیایی‌ها برای مرمت برده شده اما برگشت داده نشده‌است.

## اجاق دانیال و بنیامین
تالاری است متصل به دیوار شمالی کلیسا که ۶ متر عرض و نزدیک به ۲۰ متر طول دارد و به سه قسمت مساوی تقسیم می‌شود:
۱- اجاق دانیال که به وسیله دیوار از تالار جدا شده و به نام دانیال از قدیسین قرن پنجم میلادی معروف است.
۲- تالار اجتماعات در وسط قرار گرفته‌است.
۳- محل غسل تعمید در انتهای شرقی تالار واقع است که در آن سکوی بلندی به چشم می‌خورد که میز سنگی غسل تعمید در وسط آن نهاده شده‌است.
مدرسه مذهبی یا دیری در کنار کلیسا وجود دارد که قدمت آن را به بیش از ۹۰۰ سال پیش نسبت می‌دهند؛ که در چهار طرف آن اتاقهایی وجود داشته که طبقه فوقانی آن جهت استراحت مسافرین و زائرین و طبقه زیرین محل اصطبل چهار پایان آنان بوده‌است. این دیر فعلاً در دست تعمیر است.
دربارهٔ تاریخ بنای این کلیسا که یکی از شاهکارهای معماری است. مطالب مختلفی نوشته شده‌است. برخی بدون توجه به وقایع تاریخی و تاریخ تطور شیوه‌های معماری بنای آن را تا نخستین سده‌های مسیحیت پیش برده‌اند در حالیکه شیوه بنا و مصالح ساختمانی و تزئینات هنری نشان می‌دهند که بنای این کلیسا هم‌زمان با کلیساهای صلیب مقدس و قره کلیسا احداث شده‌است.
صدها سنگ نبشته به زبان ارمنی در داخل و خارج بنا نصب شده‌است که اگر این سنگ نبشته‌ها به زبان فارسی ترجمه گردد بانی و معمار و تاریخ بنای کلیسا حتی قسمتهایی از تاریخ اقوامی که در این سرزمین می‌زیسته‌اند. روشن خواهد شد.

## ثبت در میراث جهانی یونسکو
این بنای تاریخی به شماره ۴۲۹ در فهرست آثار ملی ایران ثبت گردیده و به خاطر قدمت و سابقه تاریخی و مذهبی و شیوه معماری منحصر به فرد آن در سال ۱۳۸۶ همراه با کلیساهای دیگر در استان آذربایجان، در میراث جهانی یونسکو به ثبت رسید.
سازمان میراث فرهنگی و گردشگری کشور مجموعه سه کلیسای سنت استپانوس، زور زور و قره کلیسا را به عنوان یک پرونده برای ثبت در فهرست میراث جهانی به یونسکو ارائه داد.
در سال ۲۰۰۶ میلادی سه کلیسا برای ثبت در یونسکو پیشنهاد گردید که این کلیسا یکی از آنهاست. مراحل تشکیل پرونده این بنای تاریخی در حال انجام است و روند بازسازی و مرمـّت کلیسا به این منظور انجام شد. همچنین تعمیرات اساسی و گسترده‌ای با حفظ سبک شیوه معماری گذشته آن، با همّت سازمان میراث فرهنگی کشور و با همکاری شورای خلیفه‌گری ارامنه تهران صورت گرفته‌است.
از جمله اقداماتی که در این راستا انجام گرفته می‌توان به تهیه نقشه فتوگرامتری با تمام جزئیـّات آن، تعمیر قسمت‌هایی ازحصار، خاک برداری داخل دیر، تعمیر کلّی پشت بام حجره‌ها و اتاق‌ها و ایجاد شیب مناسب در پشت بام آنها، ترمیم بخشی از دیوارهای فروریخته و تعمیر اساسی پشت‌بام کلیسا و نماز خانه، تعمیر طبقهٔ اول و دوم برج ناقوس، پنجره‌های چوبی، آتش دان‌های قدیمی و مانند آن‌ها اشاره کرد. اخیراً افزون بر کارهای مرمتی فوق جهت استحکام بخشی بنا و آماده‌سازی آن برای بازدید جهانگردان که توسط میراث فرهنگی آذربایجان‌شرقی صورت گرفته‌است، جاده سابق آن نیز به نحو مطلوبی تعریض و آسفالت گردیده‌است.

## اکتشافات جدید
در سال ۱۳۸۴ کارشناسان سازمان میراث فرهنگی طی مرمت بنا، بقایای استخوان حواریون و قدیسین مسیح را کشف کردند که طبق روایات تاریخی در این کلیسا نگهداری می‌شده‌است. آن‌ها بقایای استخوان‌ها را در میان دو طاق کلیسا شناسایی کردند. علاوه بر بقایای استخوانی چند تکه تخته مربوط به جعبه‌های نگهداری این استخوان‌ها، چند تکه پارچه زرد و آجری، تکه‌های موم، گِل اخرا و دانه‌های کُندر نیز در این محوطه شناسایی شده‌است. اسقف اعظم و خلیفه ارامنه تهران و شمال ایران با ارزشمند خواندن بقایای استخوانی یافت شده در این کلیسا از احتمال تعلق این بقایا به جسد یحیی خبر داد.

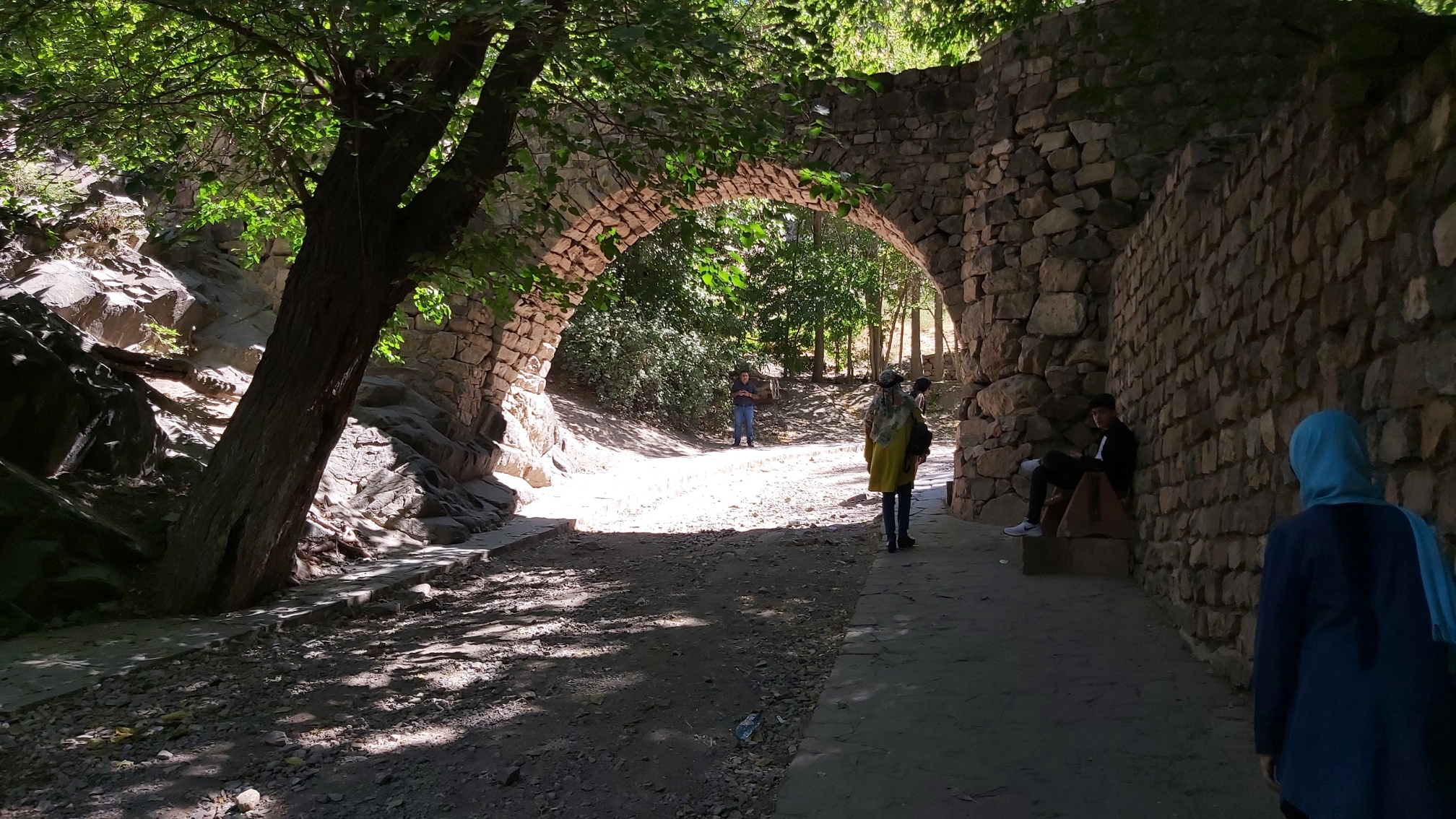
جاده کلیسا

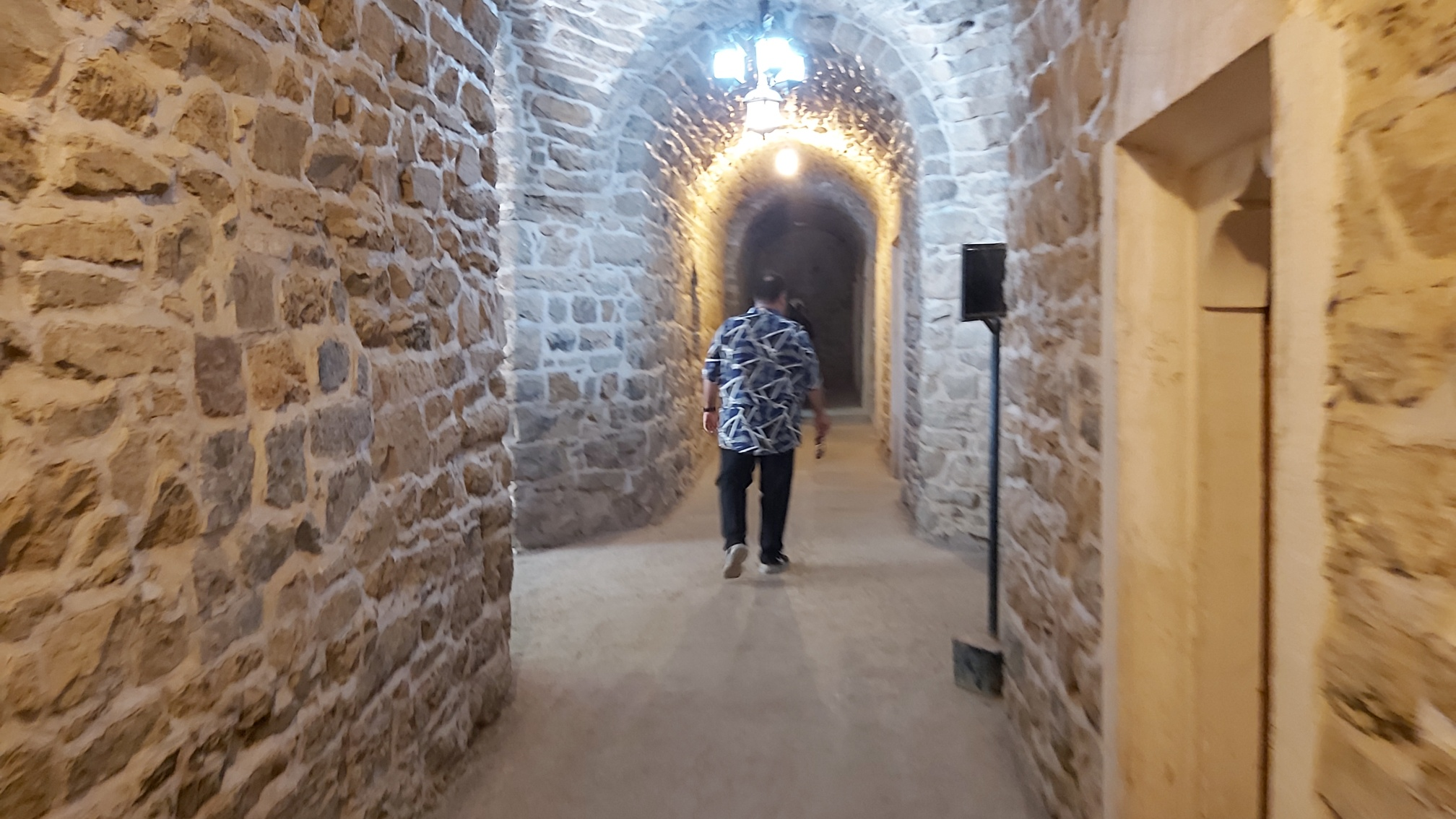
اتاقهای راهبان

## نگارخانه

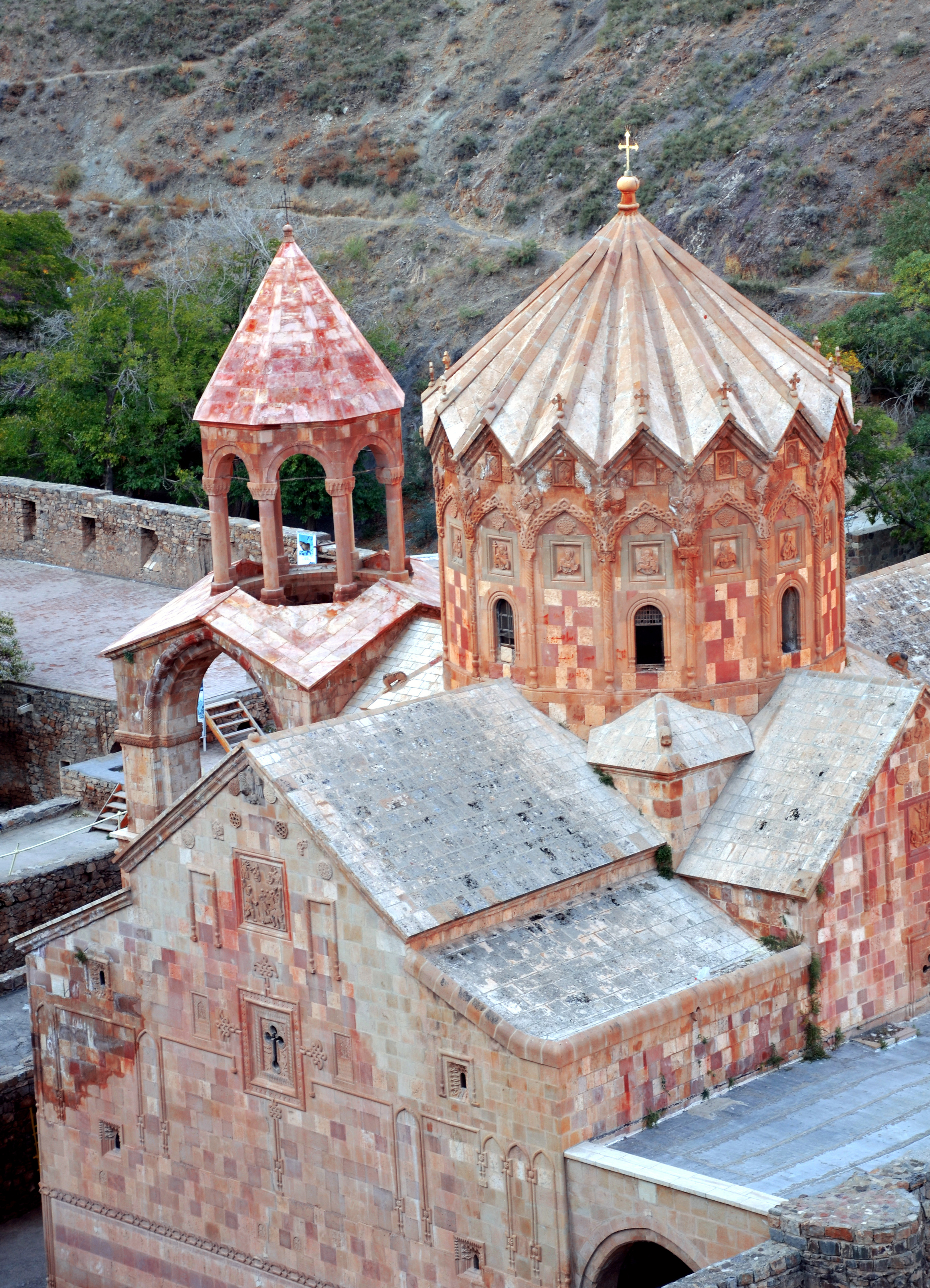
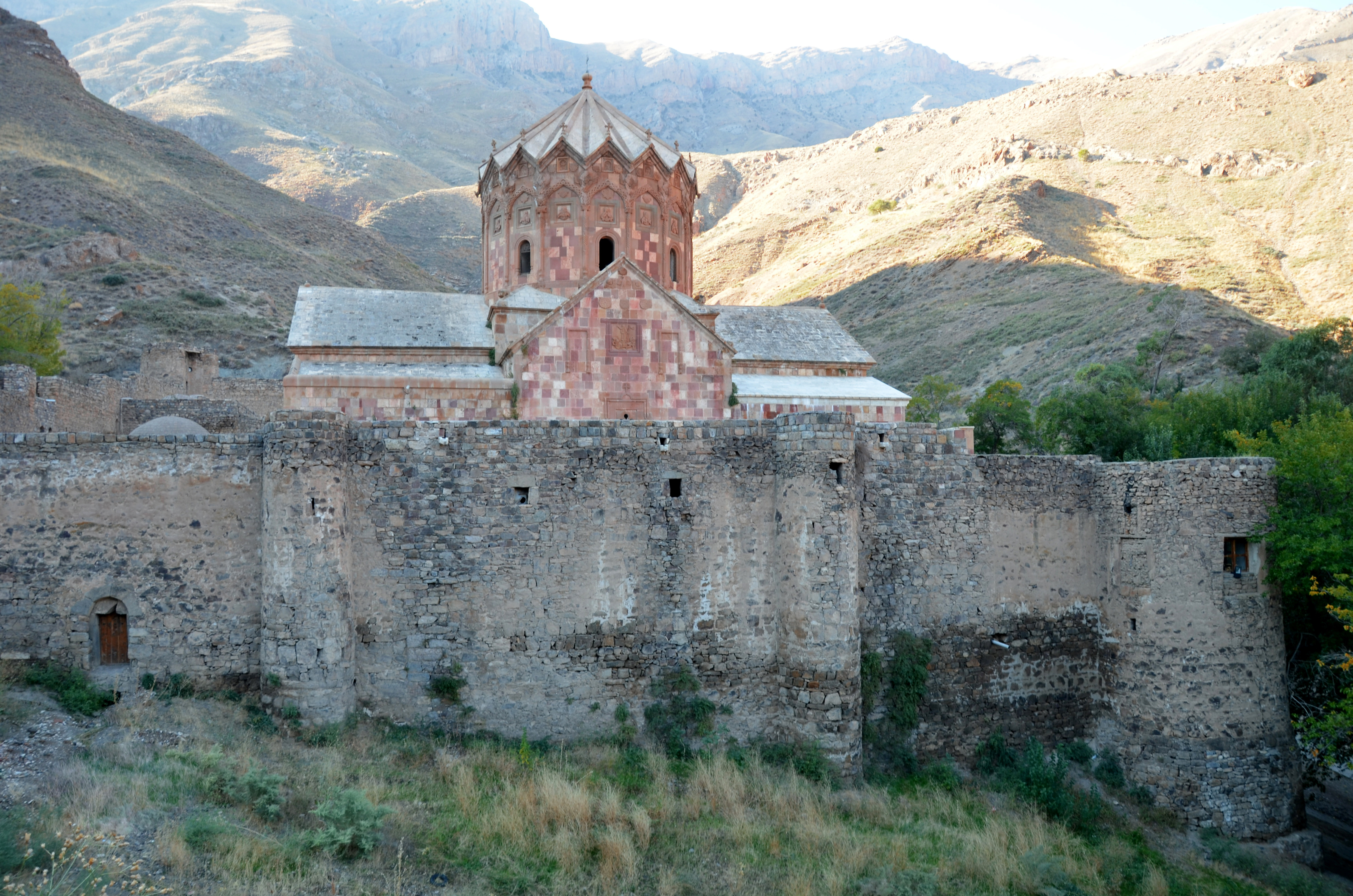
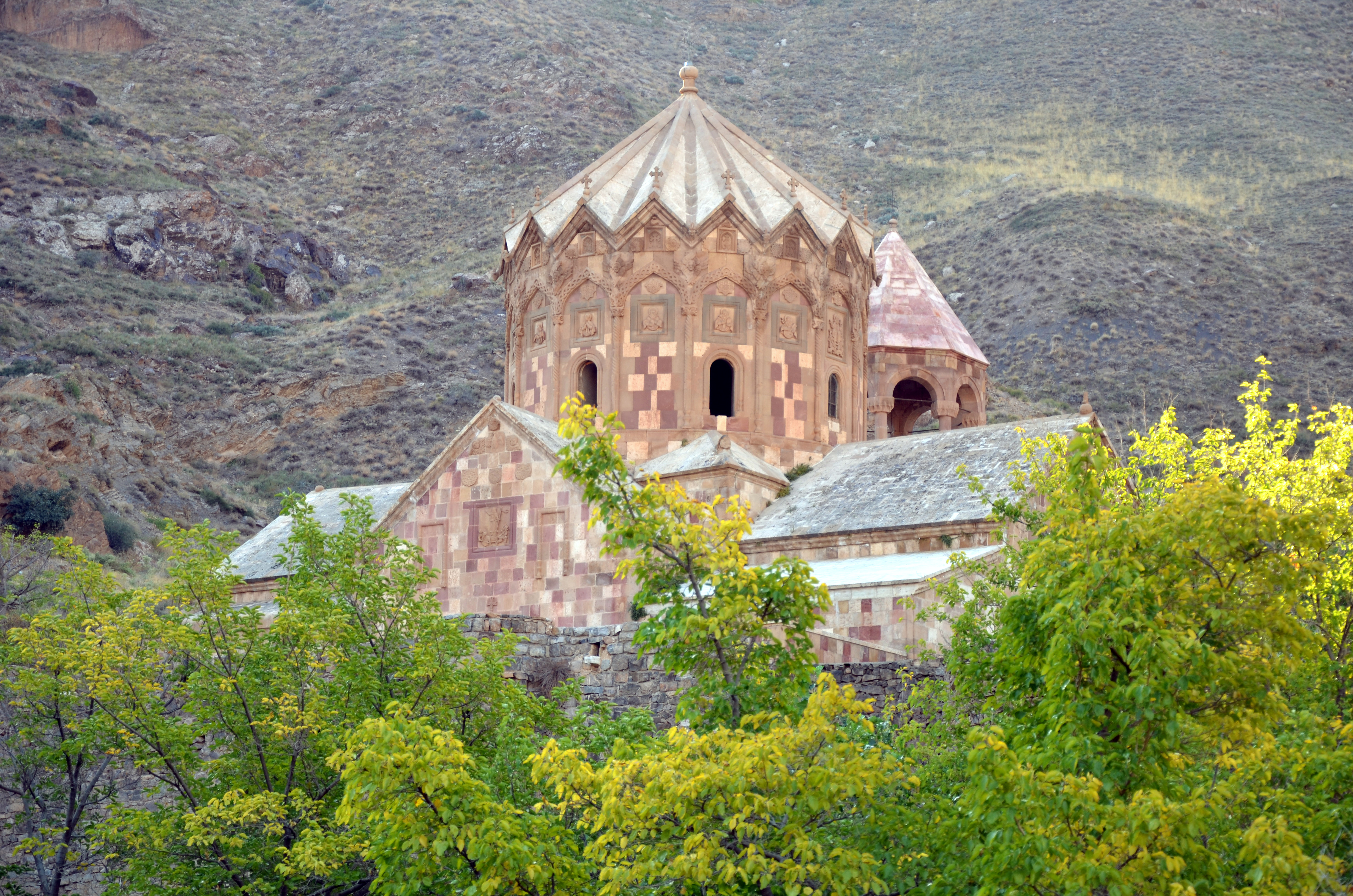
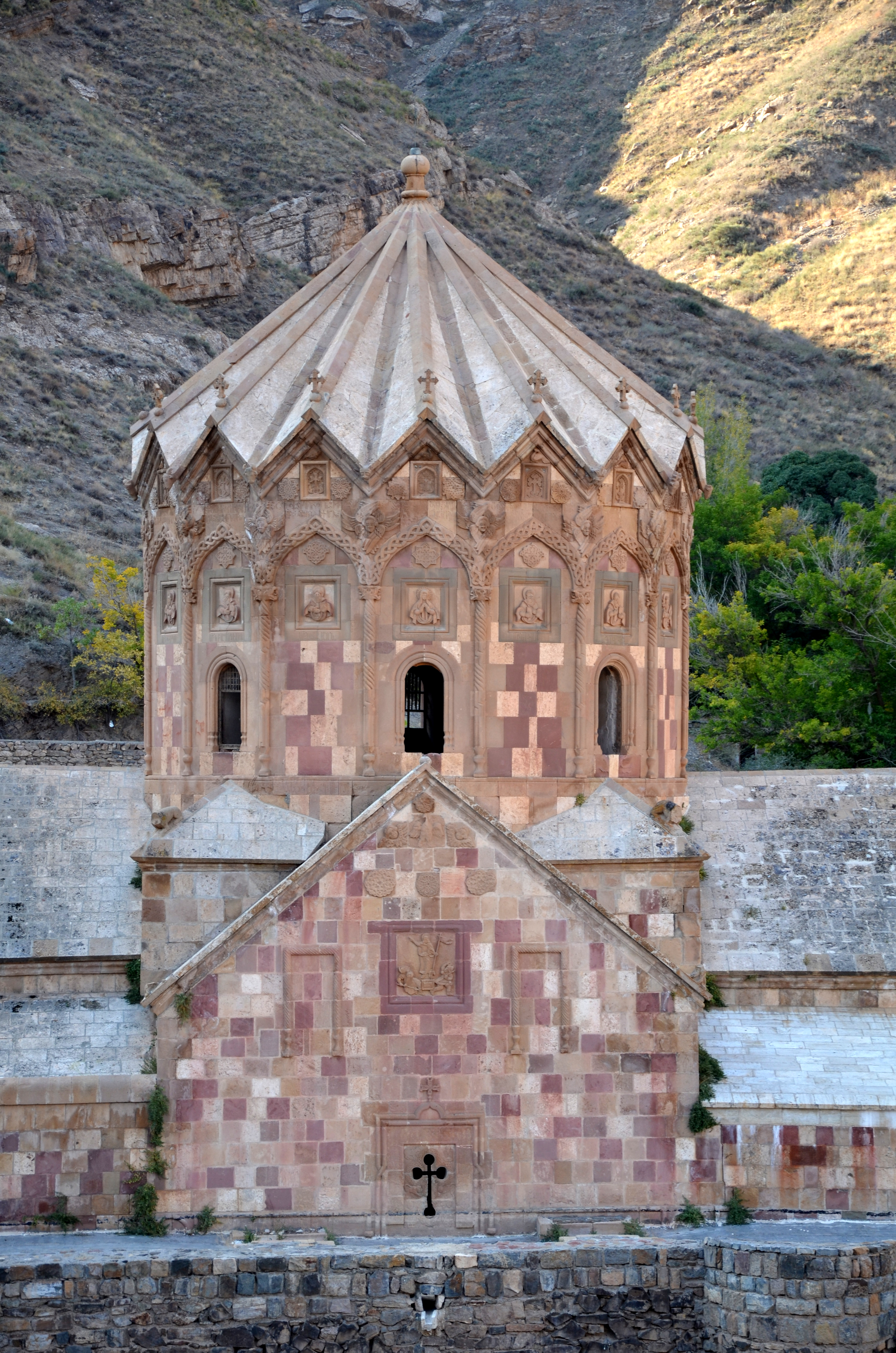
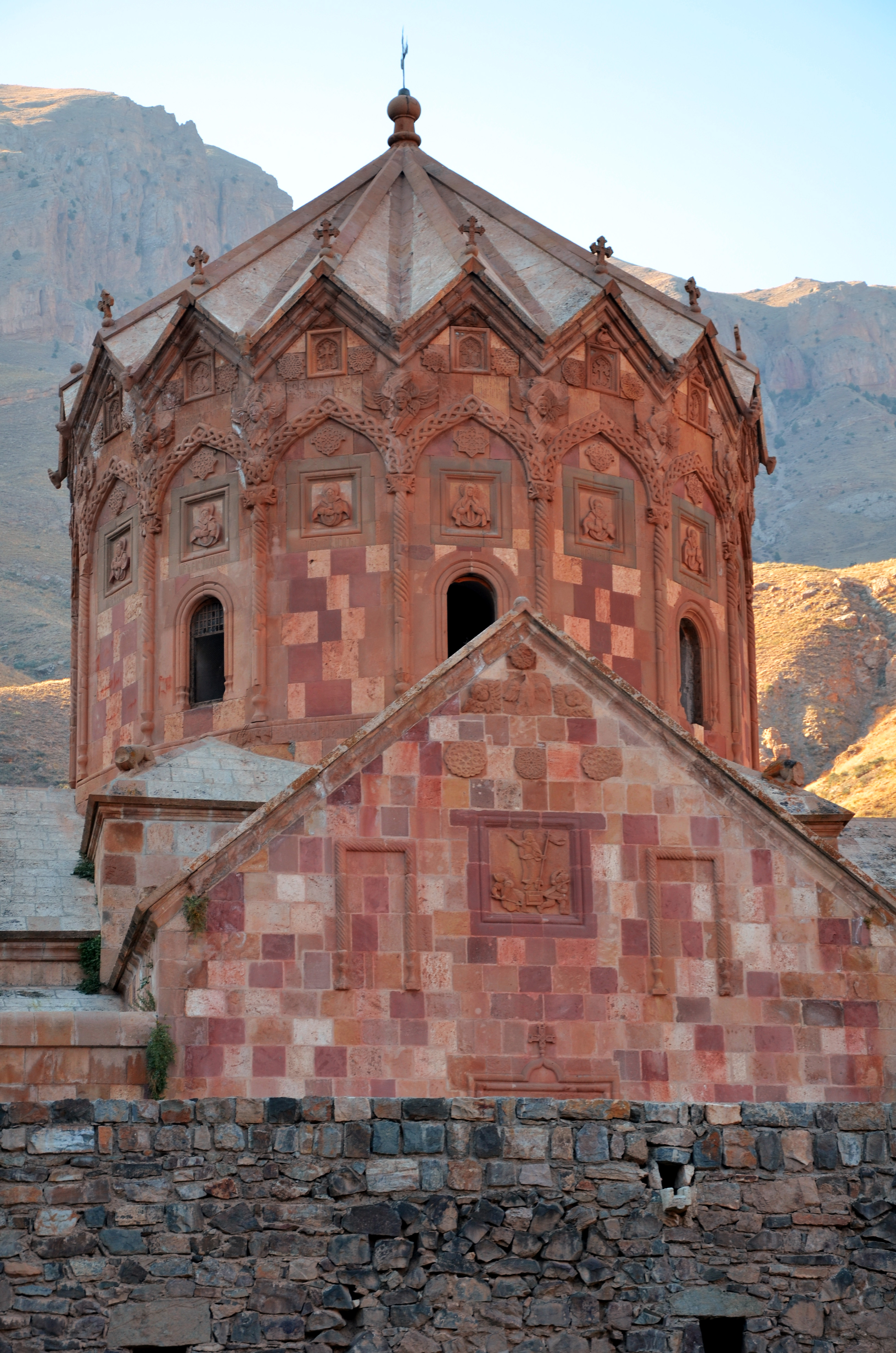
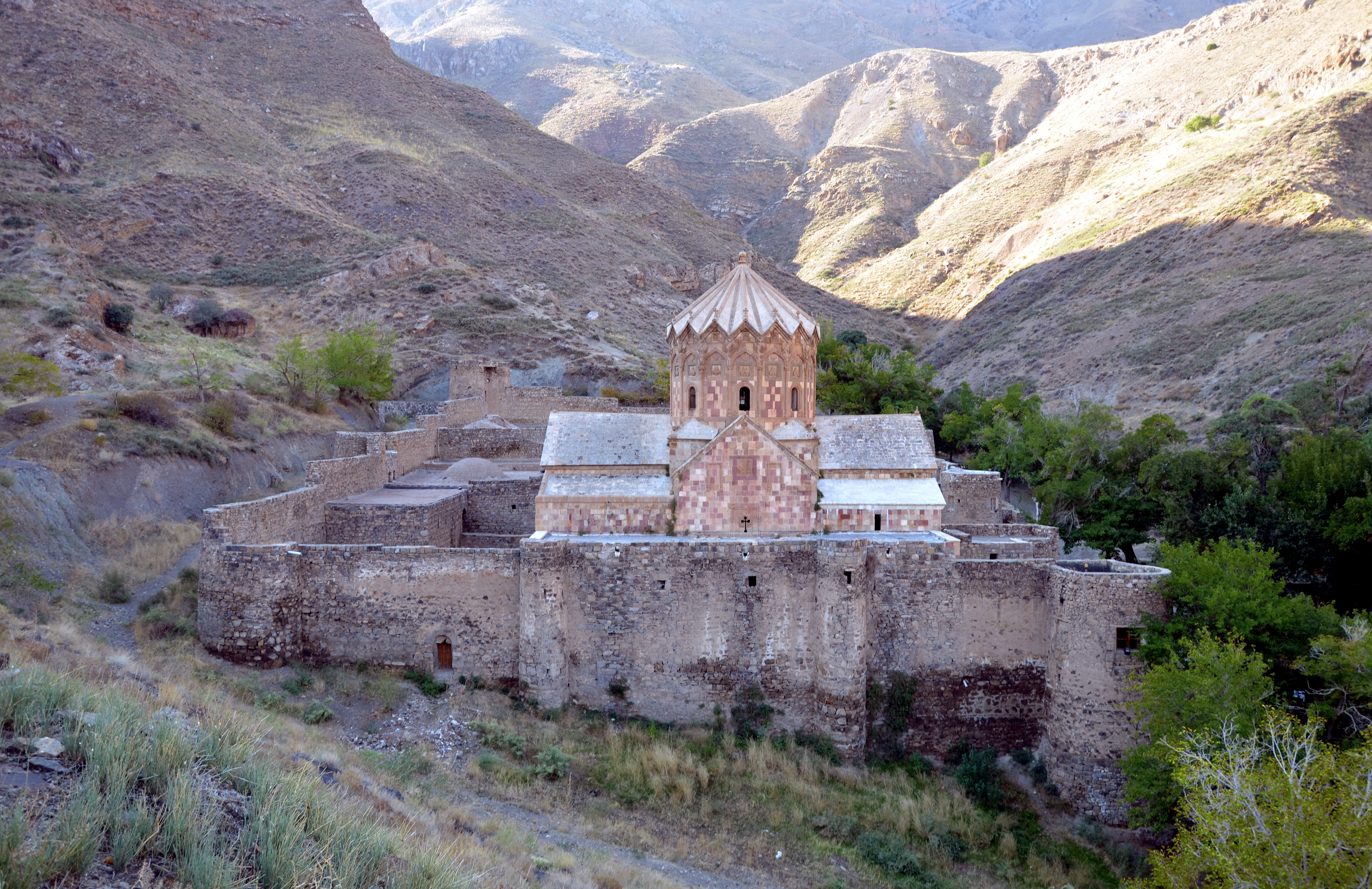
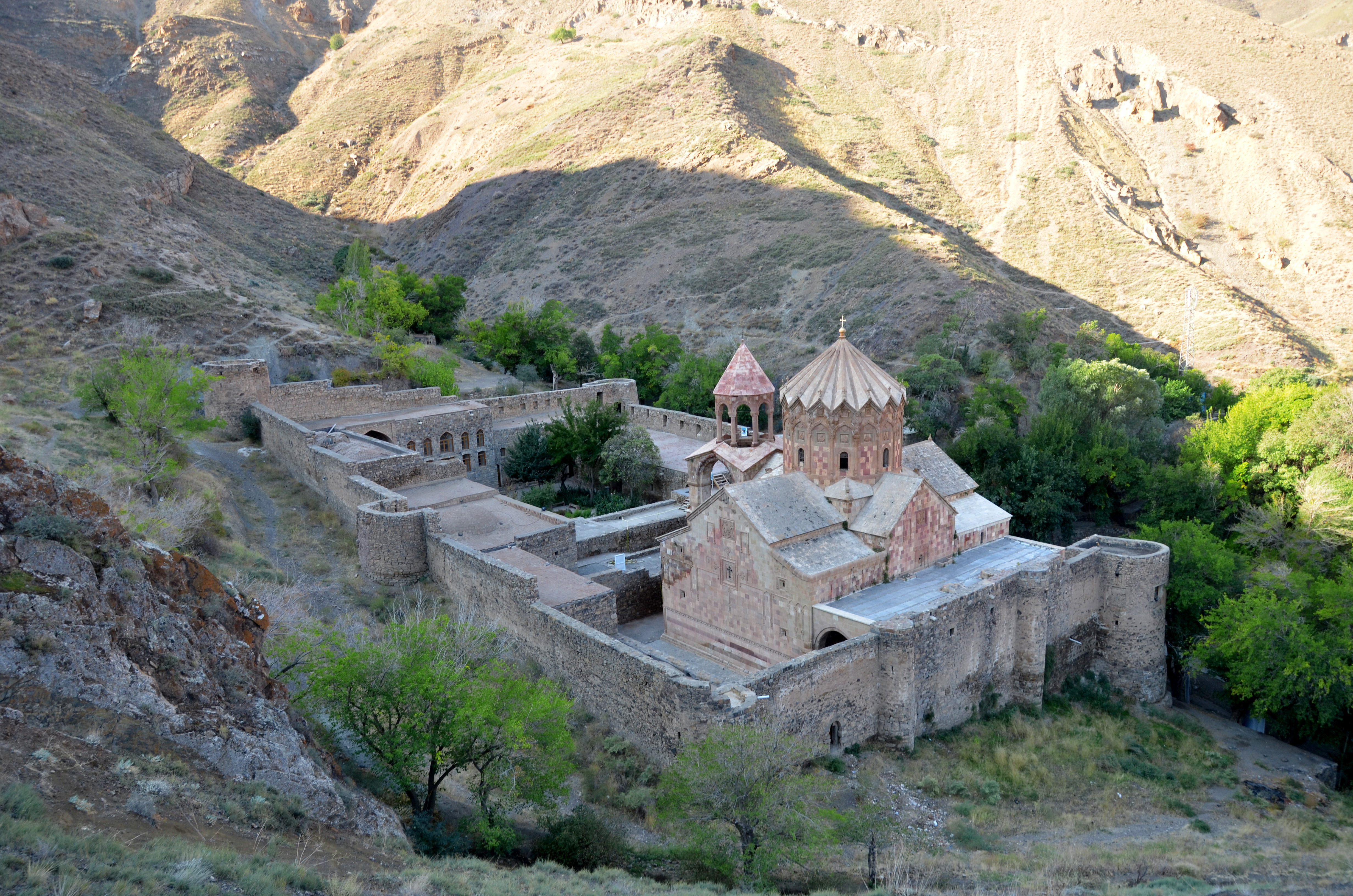
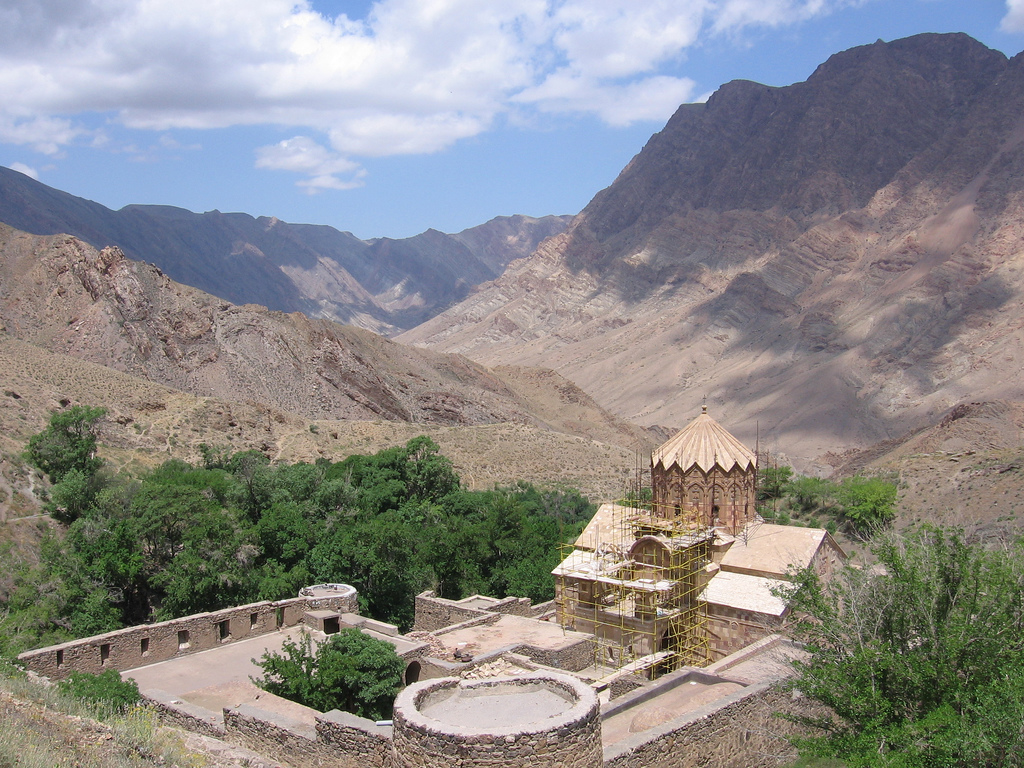
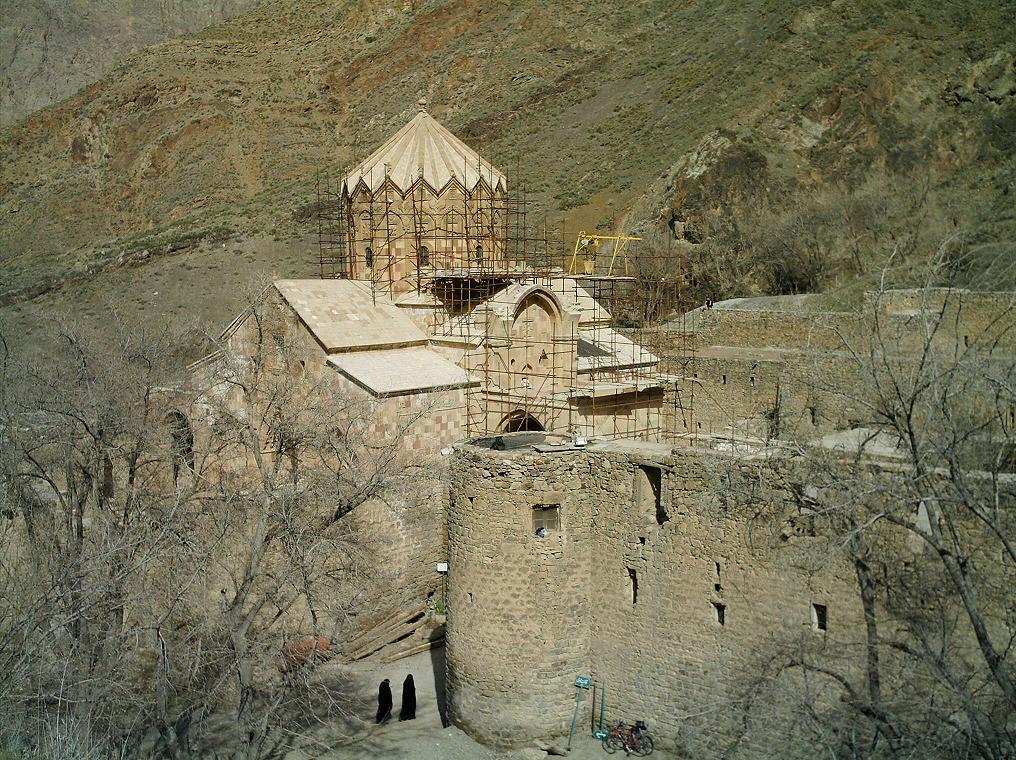
نمای کلی کلیسا
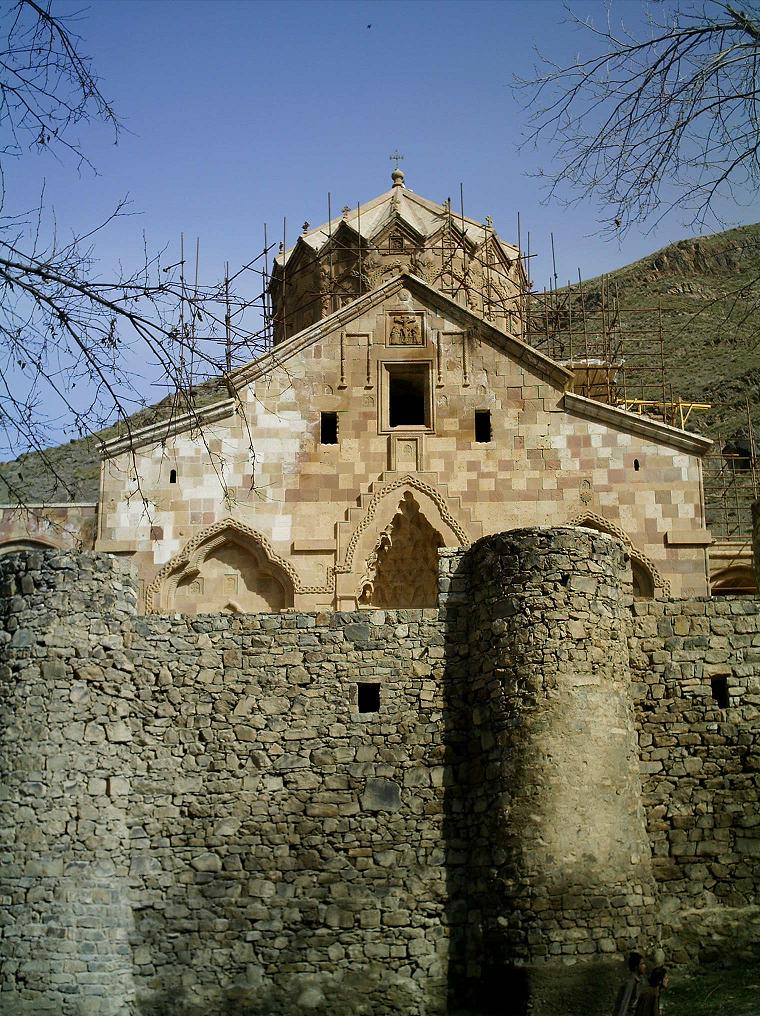
نمای کلیسا از جلو
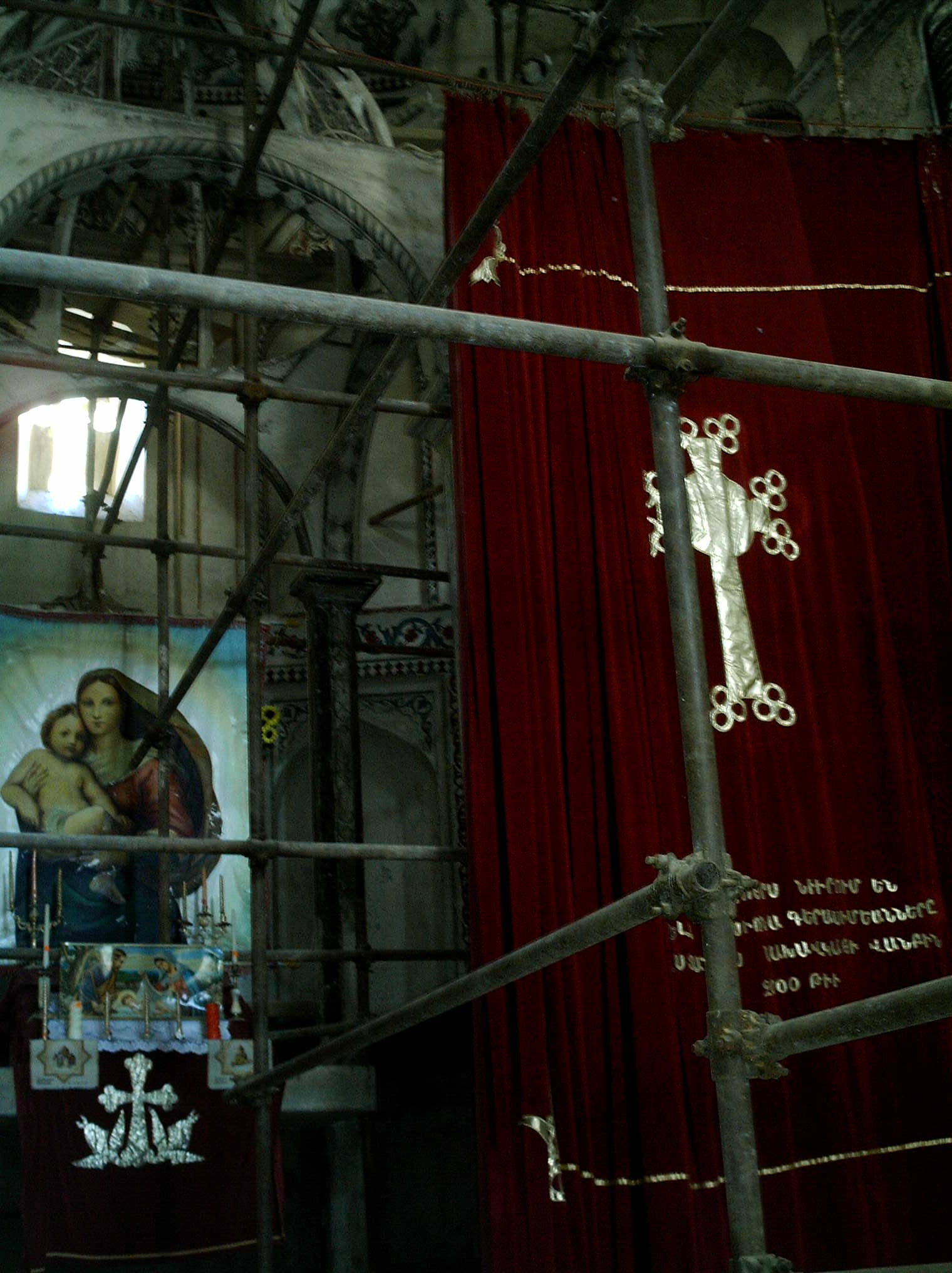
نمای داخلی
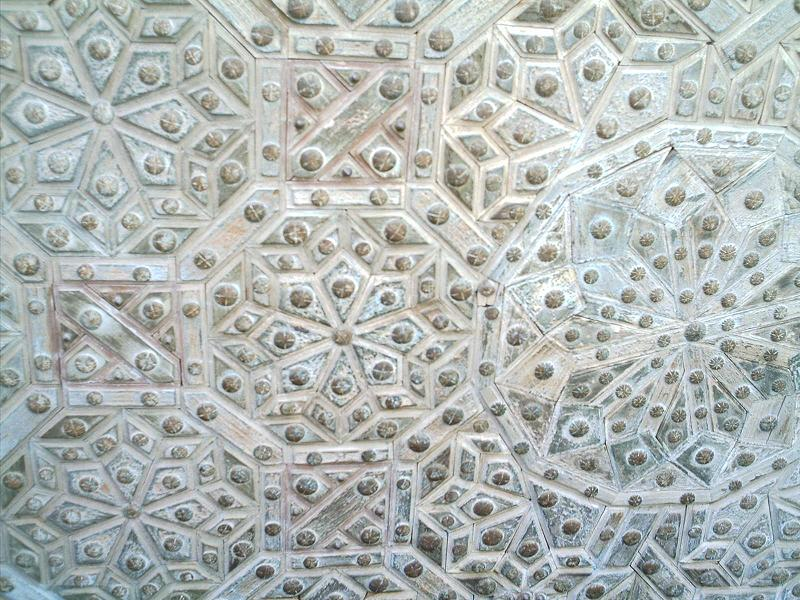
جزئیات کار هنری روی دروازه چوبی
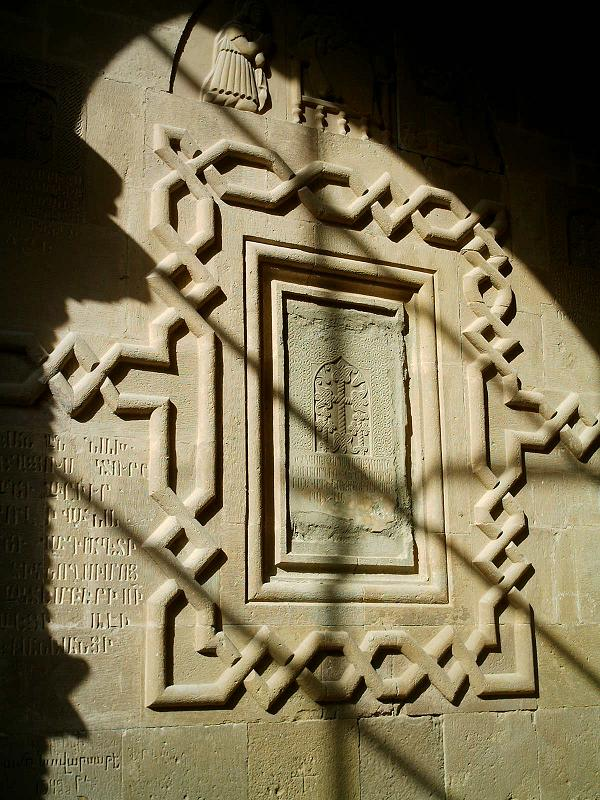
نقش‌های روی دیوار کناری
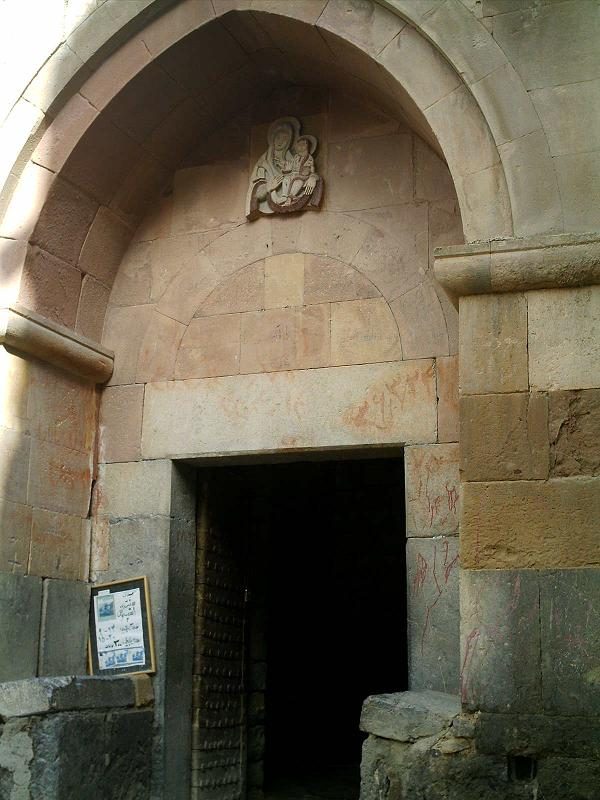
ورودی اصلی
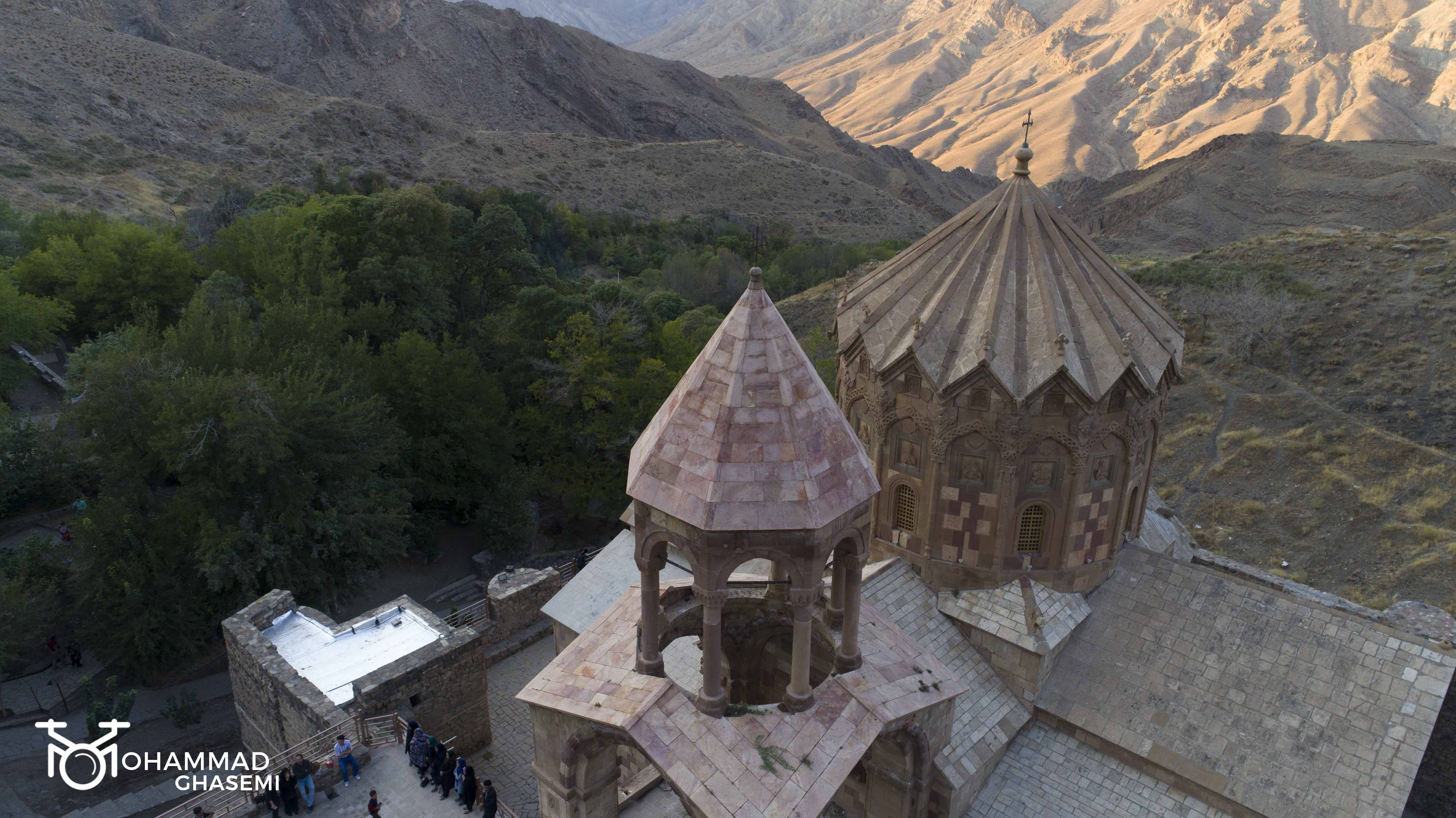
تصویربرداری هوایی از کلیسای سنت استپانوس
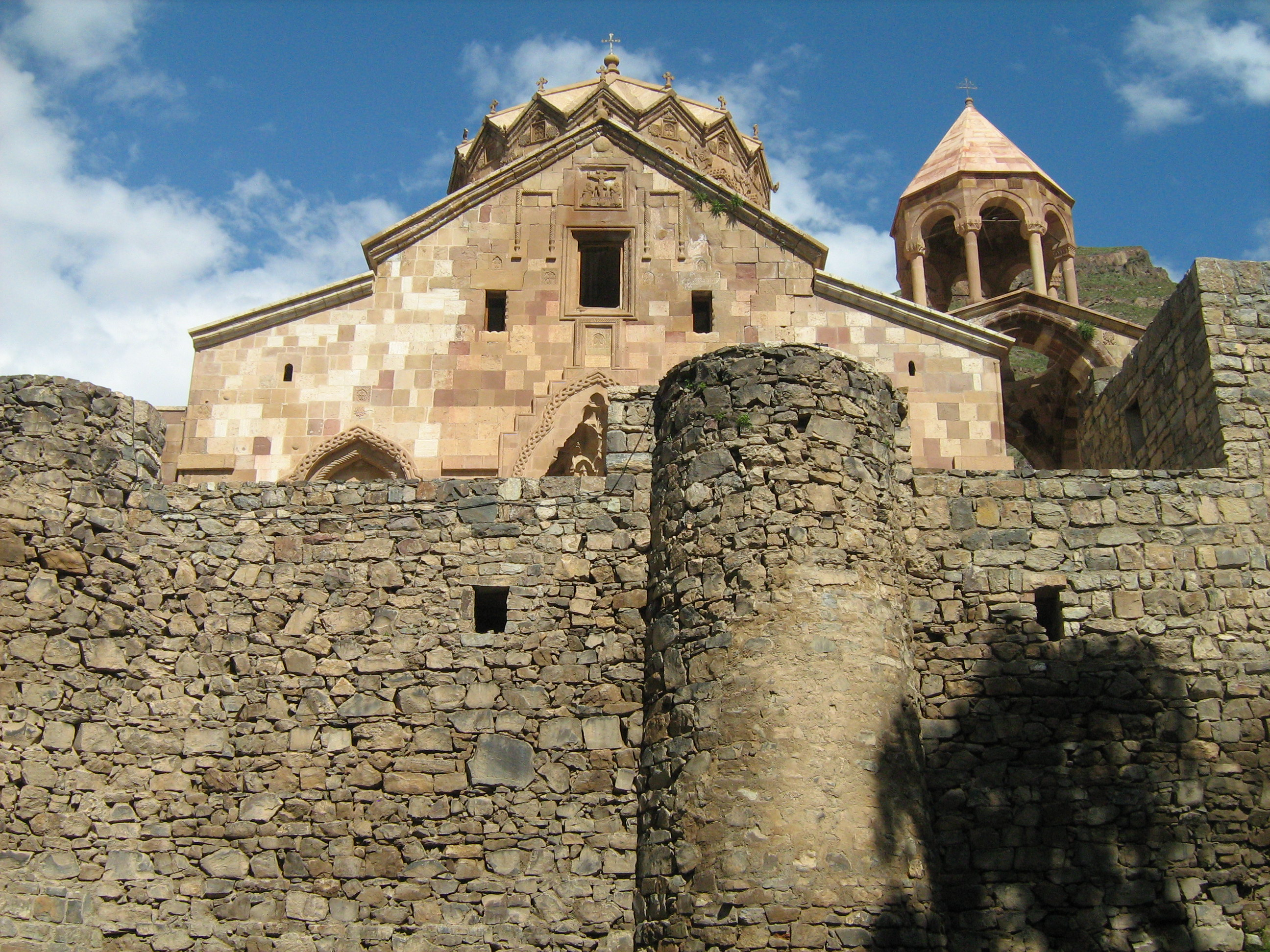
نمای بیرونی کلیسای استفانوس مقدس؛ دیوار بیرونی و ساختمان سنگی کلیسا.
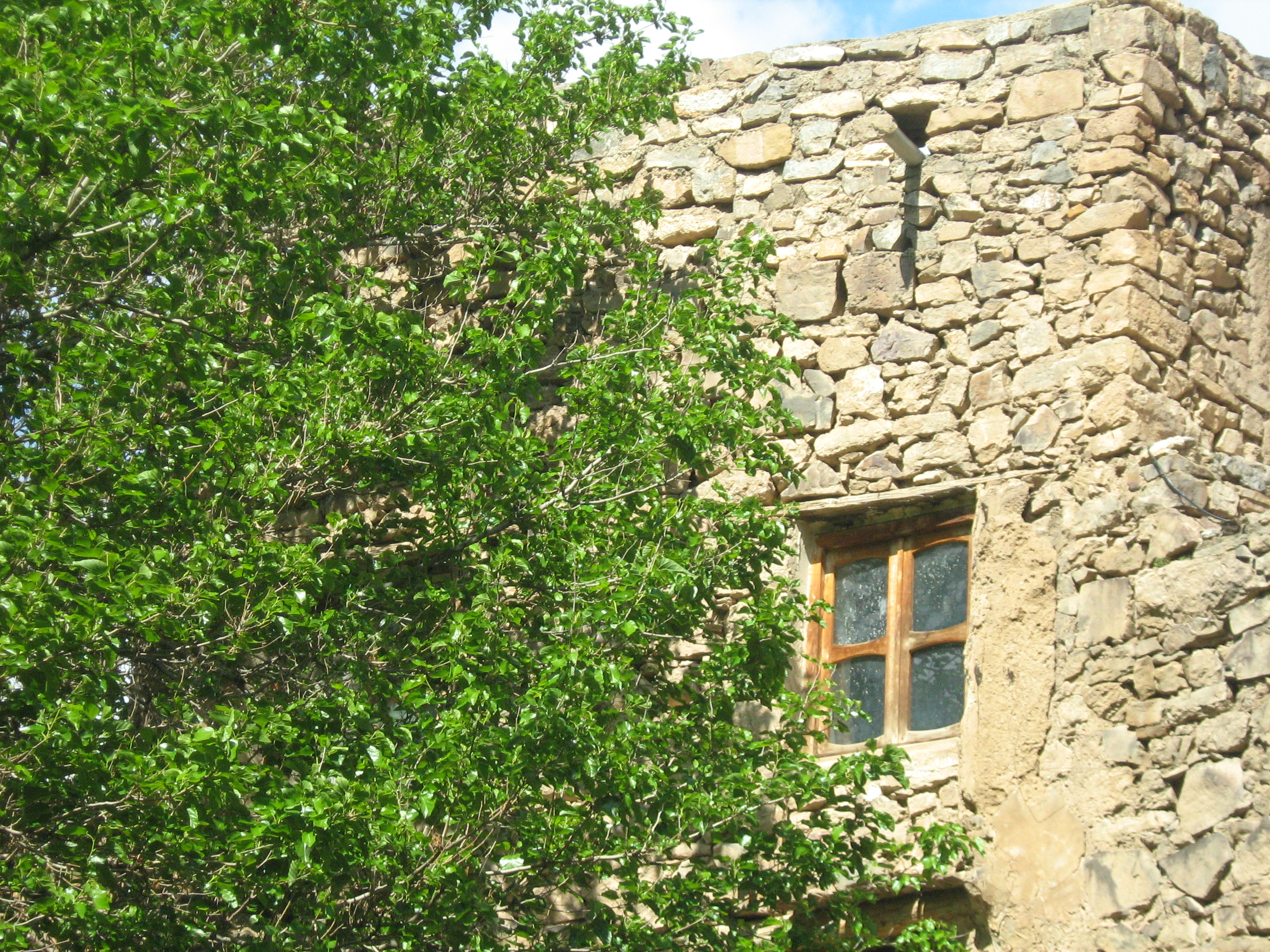
کلیسای استفانوس مقدس، و نمای سنگی و پنجره چوبی کلیسا.